# Jun'ichirō Koizumi
Pour les articles homonymes, voir Koizumi (homonymie).
Jun'ichirō Koizumi (小泉 純一郎, Koizumi Jun'ichirō), né le 8 janvier 1942 à Yokosuka, est un homme d'État japonais, Premier ministre du Japon du 26 avril 2001 au 26 septembre 2006.
En 2001, il devient président du Parti libéral-démocrate (PLD) et, dans la foulée, Premier ministre.
Il axe sa politique sur des réformes visant à réduire la dette du pays et conduisant à la privatisation d'organismes publics comme le service postal. Il met à mal les relations diplomatiques du Japon avec la république populaire de Chine et la Corée du Sud en raison de ses visites au sanctuaire Yasukuni, controversées mais conformes à son affiliation à la mouvance Nippon Kaigi.
Après avoir remporté les élections législatives de 2003 avec le Kōmeitō, il mène en 2005 le PLD à une des plus larges majorités parlementaires de l'histoire moderne du Japon. Ayant promis dès 2001 qu'il ne briguerait pas plus de deux mandats à la tête du PLD, il abandonne le pouvoir à Shinzō Abe en 2006.

## Origines familiales

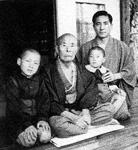
Trois générations de Koizumi, vers 1951, avec de g. à d. : Jun'ichirō, Matajirō, Masaya, frère cadet de Jun'ichirō, et Jun'ya.

Jun'ichirō Koizumi est le fils aîné d'une famille de six enfants (deux fils et quatre filles). Il est issu d'une dynastie politique présente sur la scène politique nationale japonaise depuis deux générations, et membre de la Diète presque sans interruption depuis 1908.
Son grand-père maternel, Matajirō Koizumi (1865-1951), fut ainsi ministre des Postes et télécommunications dans le gouvernement d'Osachi Hamaguchi de 1929 à 1931 (il avait dès cette époque envisagé de privatiser la poste japonaise) et député à la Chambre des représentants de 1908 à 1946 (d'abord comme l'un des représentants du district électoral rural de Kanagawa, à savoir toute la préfecture sauf la ville de Yokohama, de 1908 à 1920, puis pour l'ancien 2e district de Kanagawa, soit Yokosuka, de 1920 à 1946). Il fut un membre influent des partis démocratiques et libéraux modérés qui se sont succédé durant la première moitié du XXe siècle, par opposition au conservateur et plus nettement impérialiste Seiyūkai (政友会), à savoir le Kensei Hontō (憲政本当, « Vrai parti pour un gouvernement constitutionnel », 1908-1910), le Rikken Kokumintō (« Parti national-constitutionnel », 1910-1913), le Rikken Dōshikai (« Association des amis de la Constitution », 1913-1916), le Kenseikai (« Parti Constitutionnel », 1916-1927) puis du Rikken Minseitō (« Parti démocrate-constitutionnel », 1927-1940), avant d'adhérer, durant la Seconde Guerre mondiale, au nouveau parti unique nationaliste et militariste du prince Fumimaro Konoe, le Taisei Yokusankai (大政翼賛会, « Association d'assistance à l'autorité impériale », 1940-1945). Il est connu également pour avoir été un ferme partisan de l'instauration du suffrage universel masculin au Japon, finalement obtenu par la loi du 29 mars 1925. Il fut surnommé Irezumi Daijin (入れ墨大臣, « le ministre tatoué ») eu égard un dragon tatoué dans son dos et son appartenance à un groupe yakuza qui fusionnera plus tard avec l'Inagawa-kai.
Le père de Jun'ichirō Koizumi, Jun'ya Koizumi (en) (1904-1969), né Samejima, était un fils de pêcheur et jeune militant du Rikken Minseitō qui prit le nom de Koizumi lorsqu'il épousa Yoshie Koizumi, fille de Matajirō (ce dernier était au départ opposé à cette union, poussant le couple à s'enfuir, avant de finalement les reconnaître et d'adopter Jun'ya pour l'aider à lancer sa carrière politique). Il fut donc lui aussi député à la Chambre des représentants tout d'abord pour le 1er district électoral de sa préfecture natale, à savoir Kagoshima, de 1937 à 1946 avant de reprendre, après une période de « traversée du désert » à la suite de la purge de 1945, l'ancienne circonscription de son beau-père, le 2e district de Kanagawa, de 1952 à son décès en 1969. Il fut successivement membre du Rikken Minseitō de 1930 à 1940 puis du Taisei Yokusankai de 1940 à 1945, et après la guerre il rejoignit les formations conservatrices libérales du Parti réformateur de 1952 à 1954, du Parti démocrate de 1954 à 1955 et finalement du PLD à partir de 1955. Il se fit remarquer pendant la guerre pour avoir fait installer dans sa circonscription de Kagoshima un aérodrome servant de point de décollage à des kamikazes. Plus tard, pendant la guerre froide, il fut ministre d'État (c'est-à-dire membre du Cabinet) et directeur de l'Agence de défense du Japon dans le premier gouvernement d'Eisaku Satō de 1964 à 1965.

## Débuts en politique
Jun'ichirō Koizumi suit sa scolarité dans sa ville natale de Yokosuka, et termine ses années de lycée en mars 1960. Il entre ensuite, en avril 1962, à l'université Keiō pour en sortir diplômé en économie en 1967. Il poursuit par la suite ses études à l'étranger, à l'université de Londres (University College London) au Royaume-Uni. Toutefois, le décès de son père en 1969 met un terme à ses études et le fait rentrer très jeune dans le jeu politique : il se présente ainsi aux législatives de décembre 1969 dans la circonscription familiale du second district de Kanagawa, mais il échoue de peu (à 4 000 voix près, il arrive en cinquième position alors que cette circonscription n'élit que quatre députés, avec 103 381 votes en sa faveur soit 16,55 % des suffrages exprimés).
Après cet échec, il entre au service de l'un des poids lourds du PLD et de la Chambre des représentants, Takeo Fukuda, en tant que secrétaire parlementaire. Il fut ainsi l'un des principaux collaborateurs de Fukuda lorsque celui-ci devient Premier ministre de 1976 à 1978, et est un membre de la faction interne au PLD fondée par lui en 1979. Son lien avec la famille Fukuda est tel que Takeo fut son témoin à son mariage, et que son fils, Yasuo (lui aussi futur Premier ministre, devenu l'ami de Koizumi lorsque tous deux étaient secrétaires de Takeo Fukuda) fut considéré comme « l'éminence grise » de Koizumi lors de son passage à la tête du Cabinet du Japon de 2001 à 2006.
Il est finalement élu dans le 2e district électoral de Kanagawa (à savoir les villes de Kawasaki, Yokosuka, Kamakura, Zushi et Miura, et le bourg d'Hayama, à l'est de la préfecture et de part et d'autre de Yokohama) lors des élections législatives de 1972, en quatrième position sur quatre sièges à pourvoir et six candidats (avec 122 188 voix, soit 16,8 % des suffrages exprimés). Il est sans cesse réélu dans cette circonscription jusqu'à sa disparition en 1996 (à la suite de la réforme électorale de 1994). Il est depuis lors élu dans le 11e district de cette même préfecture, à savoir les villes de Yokosuka et de Miura au sud-est, connues pour abriter des ports de pêche (Miura est le 2e port pour la pêche au thon du Japon) et la base navale américano-japonaise de Yokosuka.
Il se marie en 1978 avec une étudiante de 15 ans sa cadette, petite-fille du fondateur d'un important groupe pharmaceutique à Kamakura, Kayoko Miyamoto. Il a avec elle trois fils, mais le couple divorce en 1982 alors que Kayoko est encore enceinte du troisième. Koizumi promet de ne jamais se remarier et obtient la garde de ses deux fils aînés, Kōtarō (né le 10 juillet 1978, aujourd'hui acteur) et Shinjirō (né le 14 avril 1981, il a succédé à son père à la Chambre des représentants en 2009). Les relations avec son ex-femme et son troisième enfant (qui porte d'ailleurs le nom de jeune fille de sa mère : Yoshinaga Miyamoto) sont quasi inexistantes. Jun'ichirō Koizumi n'a ainsi jamais vu son dernier fils, et son ex-épouse n'a plus été en contact avec ses deux fils aînés depuis le divorce.

## Ascension

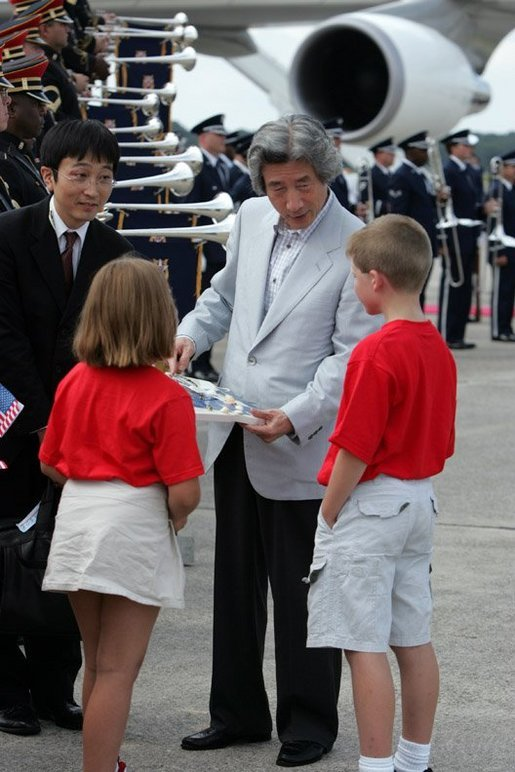
Koizumi arrive au G8 en juin 2004.

### Premières responsabilités
Jun'ichirō Koizumi accède assez rapidement, à partir de la fin des années 1970, à des postes de responsabilité, tout particulièrement dans le domaine de la politique financière. Il obtient ainsi sa première fonction gouvernementale, sans toutefois être encore membre du Cabinet, de novembre 1979 à juillet 1980, en étant nommé vice-ministre parlementaire auprès du ministre des Finances, Noboru Takeshita, dans le second ministère de Masayoshi Ōhira. C'est dès cette époque qu'il commence à militer pour une privatisation du système de l'épargne postale, reprenant ainsi le projet autrefois défendu par son grand-père. Ce dispositif, qui fait de la poste japonaise l'une des plus grandes banque d'épargne et d'assurance-vie, est vu par ses partisans comme le pilier du doken kokka, ou « État construction », version japonaise de l'État-providence (par le biais de la stabilité et de la sécurité que peut représenter un service public pour les épargnants, le fonds d'épargne ainsi collecté permet de financer la construction d'infrastructures tels qu'autouroutes, aéroports, ponts, entre autres). Mais pour ses détracteurs, pour la plupart défenseurs du libéralisme économique, dont Koizumi, il est le symbole de la bureaucratie japonaise tout en étant une source de corruption et en renforçant la dette publique.
Après la chute de ce gouvernement en 1980, il prend la présidence du comité des Finances au sein du PLD jusqu'en 1983, date à laquelle il accède à la fonction importante de secrétaire-général adjoint du parti. En 1986, de janvier à juillet, il devient de manière éphémère président de la très puissante commission des Finances de la Chambre des représentants, et en 1987 il est désigné comme premier vice-président du comité des Affaires de la Diète du PLD (ce qui correspond au groupe politique du parti au parlement japonais).

### Premières expériences gouvernementales
Mais c'est en 1988 qu'il accède véritablement au-devant de la scène politique en étant nommé, le 27 décembre, ministre de la Santé et des Affaires sociales, également chargé du problème des retraites, dans le 74e Cabinet du Japon dirigé par Noboru Takeshita. Il est reconduit au même poste le 3 juin 1989 dans le gouvernement suivant présidé par Sōsuke Uno. Dans un Japon connaissant déjà un fort vieillissement de sa population, il propose d'élever l'âge minimum de début de versement des retraites d'État de 60 à 65 ans mais ne peut aller au bout de sa réforme du fait d'une forte opposition à ce projet à la Diète. Cet échec est alors essentiellement dû au décalage existant entre l'âge effectif du départ à la retraite et l'âge légal auquel le retraité commence à toucher sa pension : du fait de la pratique de l'emploi d'une vie mis en place par la plupart des grandes entreprises japonaises, pendant longtemps le retrait de la vie active pour les hommes se faisaient autour de 55 ans, pour ne commencer à toucher sa retraite d'État qu'à 60 ans. Même si le gouvernement a mis en place à partir des années 1970 des mesures visant à inciter les employeurs à conserver leurs employés au-delà de 55 ans et donc à réduire cet écart, à la fin des années 1980 l'âge moyen de retraite effective atteignait difficilement les 60 ans, si bien qu'augmenter l'âge du premier versement des pensions à 65 ans fut perçu comme ne pouvant que recréer un déséquilibre.
Après la chute du gouvernement Uno le 10 août 1989, il prend la présidence du Comité d'organisation nationale du PLD puis de la commission de recherche des politiques fondamentales des soins médicaux du parti, avant de redevenir secrétaire général adjoint en 1991. C'est cette même année qu'il crée une alliance avec trois autres députés réformateurs, quadragénaires ou quinquagénaires, issus de différentes factions du PLD mais ayant comme point commun leur attachement aux thèses libérales développées dans les années 1980 par Margaret Thatcher ou Ronald Reagan ainsi que la nécessité de renouveler l'image d'un parti touché par de nombreux scandales politico-financiers et considéré comme trop bureaucratique : Kishirō Nakamura, Taku Yamasaki et Kōichi Katō. Formant ainsi le groupe « NYKK » (reprenant ainsi les initiales en alphabet romain de ses leaders), devenu en 1994 le groupe « YKK » après la condamnation pour trafic d'influence de Nakamura, ils appellent à un changement de gouvernance du PLD en s'opposant fortement à la faction dominante, celle du Heiseikai, dite aussi faction Takeshita car dirigée par l'ancien Premier ministre Noboru Takeshita, de loin la plus touchée par les scandales et jugée responsable de la perte de confiance de la population vis-à-vis de la classe politique. Il fait également alliance avec Shinzō Abe, avec lequel il partage le même nationalisme et le même intérêt pour le social : cette alliance lui apporte le soutien d'une grande dynastie conservatrice.
Il réintègre le Cabinet, cette fois-ci en tant que ministre des Postes et Télécommunications, dans le gouvernement de Kiichi Miyazawa, du 12 décembre 1992 au 20 juillet 1993. À ce poste, il tente de mettre en place son cheval de bataille, à savoir la privatisation de la poste, notamment en jouant un rôle dans les discussions qui ont lieu alors entre l'administration Clinton et le gouvernement Miyazawa sur l'« ouverture économique » du Japon (les États-Unis faisant pression notamment en faveur de cette privatisation postale). Toutefois il se heurte à l'influent lobby postal présent au sein de son propre parti, et entretient des relations difficiles avec son Premier ministre : il se fait ainsi remarquer le 7 mai 1993 en critiquant implicitement sa politique étrangère et son attitude face à la mort, dans une embuscade, d'un soldat japonais de l'APRONUC au Cambodge. Il s'agit du premier militaire japonais mort sur un terrain d'opération depuis 1945 (la participation à l'effort de maintien de la paix au Cambodge, à partir de 1992, constituait la première mission à l'étranger des Forces japonaises d'autodéfense depuis leur création en 1954). Koizumi déclare alors qu'en approuvant la participation à des activités de maintien de la paix le gouvernement « avait décidé que le Japon offrirait sa sueur dans toute contribution internationale, mais il n'allait pas jusqu'à offrir de verser son sang ». Plus tard, le 20 juillet 1993, deux jours après l'échec du PLD aux élections législatives, perdant ainsi pour la première fois depuis sa création la majorité au profit d'une coalition hétéroclite, il accuse en conseil des ministres le chef du gouvernement d'être responsable de cette défaite avant de démissionner lui-même.

## À la conquête du pouvoir

### Première candidature à la présidence du PLD
Le 28 août 1995, Yōhei Kōno, qui avait succédé à Miyazawa à la tête du PLD en 1993, décide de ne pas briguer un nouveau mandat, n'estimant pas avoir assez de soutiens pour affronter le conservateur et nationaliste ministre du Commerce extérieur et de l'Industrie Ryūtarō Hashimoto. Or celui-ci préside l'ancienne faction Takeshita, et les membres réformateurs du PLD le considèrent comme l'héritier de ses anciennes pratiques bureaucratiques et opaques : Jun'ichirō Koizumi annonce donc sa candidature contre lui le 10 septembre.
Il n'a toutefois aucune chance de l'emporter, faute de soutiens importants, son style atypique et ses idéaux politiques (dont la privatisation de la poste, qu'il reprend une nouvelle fois comme son principal thème de campagne) inquiétant la vieille garde du parti qui contrôle encore à cette époque l'élection du président, tandis que son adversaire est le chef de la plus puissante faction du mouvement et fait campagne sur le thème porteur des affaires étrangères, en prônant notamment l'obtention d'un siège permanent au conseil de sécurité des Nations unies. De plus, la volonté de Koizumi de faire sortir le PLD de la grande coalition tripartite formée depuis 1994 avec le Parti socialiste et le petit parti centriste du NPP, est perçue comme le moyen de faire retourner l'ancien parti majoritaire dans l'opposition.
Le jour du scrutin, le 22 septembre 1995, Jun'ichirō Koizumi est largement battu, n'obtenant que 87 voix de délégués contre 304 à Hashimoto.

### À nouveau ministre

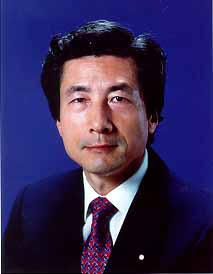
Jun'ichirō Koizumi en 1997.

Bien qu'il fût son adversaire, Ryūtarō Hashimoto, devenu Premier ministre en janvier 1996, nomme Jun'ichirō Koizumi dans son second gouvernement le 7 novembre 1996. Il retrouve alors le ministère de la Santé et des Affaires sociales. Après trois ans de débats publics violents, il mène à terme à ce poste la loi, proposée initialement par le député Tarō Nakayama, sur le don d'organe. Le débat remet en question la confiance à accorder aux médecins pour observer le décès d'un patient et reconnaît juridiquement le principe de mort cérébrale dans le cas uniquement d'une potentielle transplantation. La question prenait toute son importance dans une société animiste considérant qu'amputer un corps mort de certains membres ou organes pourrait handicaper le défunt dans l'au-delà. En effet, jusqu'à présent le droit japonais ne reconnaissait que l'arrêt cardio-circulatoire prolongé comme moyen de définir le décès, ce qui empêchait toute transplantation cardiaque ou d'organes affectés par le non-approvisionnement en sang et en oxygène. Cette loi est donc vue comme l'autorisation de fait de la pratique médicale de la transplantation.
Il est également chargé de la réforme de la loi sur l'assurance maladie, mise en place en septembre 1997 et visant à réduire le déficit de ce dispositif dû au vieillissement de la population. Elle prévoit un partage des coûts avec l'assuré à hauteur de 20 % des frais médicaux et l'introduction de charges du patient sur les coûts pharmaceutiques pour les services de consultation.
Mais en parallèle de son champ d'action ministériel, il tente de profiter une nouvelle fois de sa présence au gouvernement pour militer pour la privatisation de la poste. Il publie ainsi en 1997 un essai politique dans lequel il explique son engouement pour cette question : « La réalité sur ce qu'ils appellent un débat irréaliste, par Jun'ichirō Koizumi » (小泉純一郎の暴論・青論, Koizumi Jun'ichirō no bōron, seiron). De même, il promet sa démission au cas où le Premier ministre ne le soutiendrait pas.

### Deuxième tentative d'accession à la présidence du PLD
À la suite du mauvais résultat obtenu par le PLD lors du renouvellement de la moitié de la Chambre des conseillers du 12 juillet 1998 (sur 52 sortants, le parti ne conserve que 44 conseillers), Ryūtarō Hashimoto démissionne du poste de Premier ministre et de celui de président du PLD.
Le favori pour lui succéder est son ministre des Affaires étrangères et nouveau chef de l'ancienne faction Takeshita, Keizō Obuchi, qui plus est considéré comme l'archétype de l'homme politique traditionnel japonais (consensuel et austère). Mais un candidat issu de sa propre faction se dresse contre lui, un vétéran de la politique âgé de 72 ans, l'ancien secrétaire général du Cabinet Seiroku Kajiyama. Jun'ichirō Koizumi décide donc de se présenter à nouveau au nom du camp réformateur et de la jeune garde du parti (bien qu'il ne soit pas soutenu par ses alliés du trio YKK, Taku Yamasaki et Kōichi Katō s'étant tous deux prononcés en faveur d'Obuchi), en étant en plus investi cette fois, dès le 17 juillet, par sa faction (la faction Mitsuzuka et ancienne faction Fukuda, la seconde pour ce qui est du nombre de parlementaires derrière l'ex-groupe Takeshita).
Il fait campagne sur le thème de la confiance qu'il souhaite redonner aux électeurs vis-à-vis de la classe politique et plus particulièrement du PLD qu'il promet de rénover avant de réformer en profondeur le service public japonais, interprétant l'échec des élections à la chambre haute comme un rejet par les Japonais du statu quo et considérant que « la question est si le peuple a l'impression que le PLD a changé, alors le PLD sera prêt à changer », ou bien que « avant de demander au peuple d'endurer les difficultés, nous devons montrer que le gouvernement et les hommes politiques peuvent eux-mêmes endurer des réformes douloureuses ».
La populaire députée Makiko Tanaka, connue pour ses phrases assassines, compare alors cette élection à une « vente par compensation de garage » opposant « un médiocre (凡人, bonjin), un soldat (軍人, gunjin) et un cinglé (変人, henjin) », respectivement pour Obuchi (en raison de son apparence et de son attitude austère), Kajiyama (pour son attitude combative et son programme radical en matière économique) et Koizumi (pour son style décomplexé et ses prises de positions atypiques, à contre-courant de son propre parti). Certains médias japonais ou étrangers continuent encore aujourd'hui de surnommer Jun'ichirō Koizumi henjin en le traduisant soit par « le cinglé », « le fou », « l'excentrique » ou « l'homme étrange ».
Le 24 juillet 1998, Keizō Obuchi est élu président du PLD, ayant obtenu 225 des 411 votants, tandis que Koizumi arrive en dernière position avec seulement 84 voix, soit trois de moins qu'en 1995.

### Vers le pouvoir

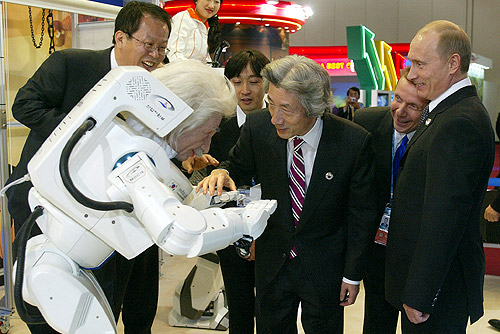
Jun'ichirō Koizumi avec le président russe, Vladimir Poutine (Séoul
18 novembre 2005).

Après une brève période de traversée du désert à la suite de son échec de 1998, il retrouve le devant de la scène en prenant la présidence de sa faction, anciennement appelée Fukuda, lorsque son précédent leader, Yoshirō Mori, succède à Obuchi (décédé) à la présidence du parti et au poste de Premier ministre en avril 2000. Il s'agit alors de la seconde tendance interne au PLD, derrière le Heiseikai dirigé par Ryūtarō Hashimoto. De plus, la tentative avortée de Kōichi Katō et Taku Yamasaki de déstabiliser le gouvernement Mori en menaçant de voter une motion de censure déposée par l'opposition le 21 novembre 2000, pour finalement se contenter d'être absents le jour de vote, fait de Jun'ichirō Koizumi le dernier représentant solide du trio YKK et du camp réformateur.
Lorsque Mori, devenu particulièrement impopulaire, démissionne le 20 avril 2001, Jun'ichirō Koizumi se porte naturellement candidat à sa succession. Si le favori reste encore une fois l'ancien Premier ministre et chef du Heiseikai Ryūtarō Hashimoto, Koizumi fait figure alors pour la première fois de prétendant sérieux. Il mène ainsi une campagne active, étant l'un des premiers hommes politiques japonais à utiliser massivement les médias lors d'une élection. Contrairement au Premier ministre sortant, qui a multiplié les dérapages durant son mandat, il contrôle parfaitement son image, est télégénique, charismatique et a le sens de la formule, résumant son programme en une série de phrases courtes, concises et efficaces.
De plus, outre son propre groupe, qu'il quitte pour pouvoir attirer des militants non-affiliés et dans un souci de cohérence avec sa promesse de limiter le poids des factions, il est soutenu par les factions Katō et Yamasaki et par d'autres figures influentes, comme l'ancien Premier ministre reaganien des années 1980 Yasuhiro Nakasone qui reste l'autorité morale de l'aile conservatrice du parti (au point de pousser le candidat de cette tendance idéologique, Shizuka Kamei, à se retirer au dernier moment) et conserve une forte popularité, ou encore Makiko Tanaka qui se présente comme « la mère d'henjin », reprenant ainsi le surnom qu'elle avait elle-même trouvé pour Koizumi lors de l'élection à la présidence du parti de 1998. Le couple Koizumi-Tanaka réunit d'importantes foules partout où il se rend pendant la campagne, la fille de l'ancien Premier ministre Kakuei Tanaka apportant une grande partie de sa popularité au candidat qui prend pratiquement des allures de « pop star ».
Et ce qui était autrefois le principal handicap de Koizumi devient alors sa principale force : il représente désormais, par ses idéaux libéraux et réformateurs et par une forme de populisme, un changement radical à la fois dans la manière de faire de la politique et dans celle dont le pays doit être géré, tel que le fait espérer son slogan de campagne : « Changer le PLD ! Changer le Japon ! » (自民党 を 変える。 日本 を 変える。, Jimintō o kaeru! Nihon o kaeru!).
Il propose alors un programme en cinq points :
- la réforme du PLD et l'établissement d'un nouveau système politique, de tendance plutôt populiste, avec :
  - l'abolition du système des factions et de la stricte ancienneté.
  - l'introduction de plus de démocratie populaire.
- une réforme économique et industrielle, pas totalement différente de celle proposée par ses adversaires, passant par :
  - la mise en place d'un « plan d'urgences économique » pour régler le problème des emprunts non performants.
  - des mesures de soutien de l'emploi.
  - l'instauration d'une nation fondée sur la science et les technologies.
  - la sécurisation d'une agriculture stable et de petites et moyennes entreprises vivaces.
- une politique étrangère et de sécurité nationale dans le XXIe siècle, plutôt respectueuse des doctrines diplomatiques défendues par le Japon depuis la fin de la Seconde Guerre mondiale, c'est-à-dire une attitude prônant :
  - des relations nippo-américaines comme pierre angulaire de cette politique.
  - le renforcement des relations avec les voisins du Japon.
- une réforme administrative et fiscale, s'inspirant des principes du néolibéralisme et de la politique définie dans les années 1980 par Margaret Thatcher au Royaume-Uni essentiellement, et comprenant :
  - la maîtrise de l'émission des obligations d'États.
  - la réforme de la sécurité sociale.
  - des privatisations (et notamment celle de la poste) et une décentralisation.
- une réforme sociétale et éducative, prévoyant :
  - la réforme du système éducatif.
  - l'établissement d'une société consciente des besoins de l'écologie et sûre.

Le mode de scrutin, tout juste révisé en 2000, augmente ses chances par rapport à ses précédentes tentative dans le sens où il donne plus de poids aux militants : ceux-ci élisent directement, dans le cadre des fédérations des 47 préfectures, 3 représentants pour chacune de ces dernières, soit au total 141 délégués locaux. Ils restent toutefois moins nombreux que les parlementaires qui constituent toujours la plus grande partie du corps électoral, étant 346 sur 487.
Il est pourtant bien élu, et avec une nette avance, le 24 avril 2001 par 298 voix sur 487, contre uniquement 155 à son principal rival, Hashimoto, et 31 au troisième homme, le nationaliste et partisan du maintien des dépenses de l'État Tarō Asō. Son succès est en grande partie dû au vote des fédérations locales : ainsi, sur 141 délégués, 123 ont voté pour Koizumi, contre 15 pour Hashimoto et 3 votes blancs. Il obtient tout de même le vote de 175 des 346 parlementaires PLD, soit plus que la moitié, mais son écart avec Hashimoto est là beaucoup plus faible (de 35 voix seulement).

## Premier ministre

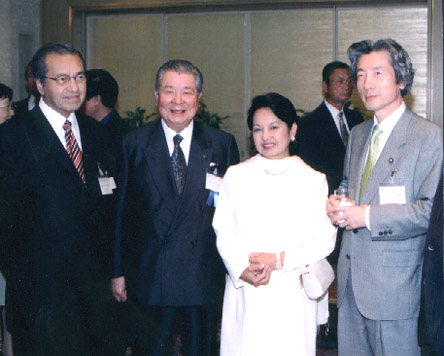
Jun'ichirō Koizumi et le Premier ministre malaisien, Mahathir Mohamad, le 21 mai 2002.

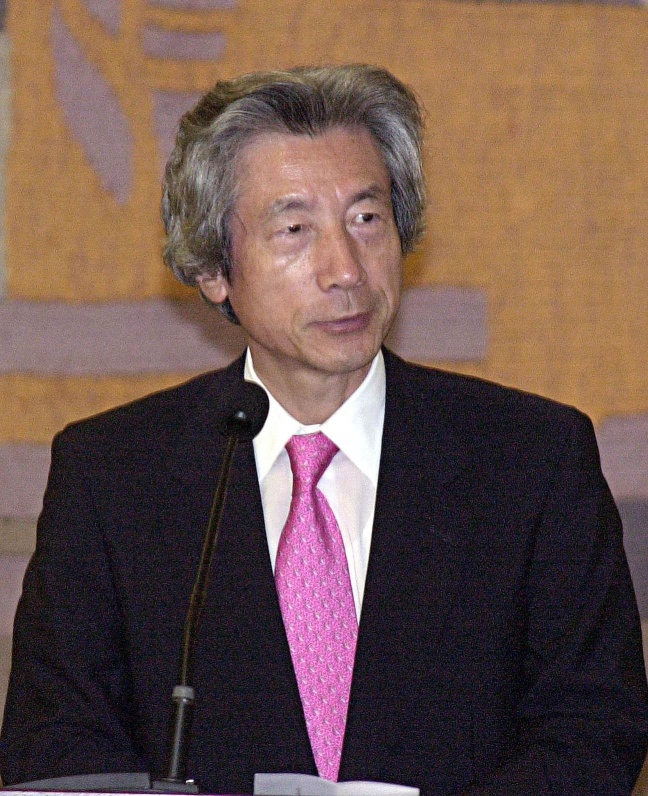
Jun'ichirō Koizumi en septembre 2004.

Jun'ichirō Koizumi est le 56e Premier ministre du Japon, du 26 avril 2001 au 26 septembre 2006, soit 5 ans et 5 mois. Son passage au Kantei est ainsi le troisième par sa durée depuis la fin de la Seconde Guerre mondiale, derrière Eisaku Satō (Premier ministre pendant 7 ans et 7 mois de 1964 à 1972) et Shigeru Yoshida (Premier ministre pendant 7 ans et 1 mois de 1946 à 1947 puis de 1948 à 1954), et le cinquième de toute l'histoire de l'archipel, jusqu'à ce qu'il soit lui-même dépassé après son mandat par Shinzō Abe (Premier ministre à deux reprises de 2006 à 2007 et de 2012 à 2020). Cette longévité est d'autant plus remarquable que, depuis le retrait de Yasuhiro Nakasone (lui-même en poste pendant près de cinq ans) en 1987, aucun chef de gouvernement n'avait réussi à dépasser les deux ans et demi de mandat. Pendant cette période, seuls Toshiki Kaifu, de 1989 à 1991 et Ryūtarō Hashimoto de 1996 à 1998, sont restés en place pendant plus de deux ans.
Jun'ichirō Koizumi a dirigé trois gouvernements, respectivement les 87e, 88e et 89e Cabinets du Japon.

### Premier gouvernement
Une fois la présidence du PLD acquise, son accession au poste de Premier ministre n'était plus qu'une formalité, son parti dominant une majorité stable à la Diète. Il est ainsi élu le 26 avril 2001 par 287 voix sur 478 inscrits à la Chambre des représentants, contre 127 au leader du PDJ et chef de l'opposition Yukio Hatoyama, et 138 suffrages sur 246 votes valides à la Chambre des conseillers, contre 59 à Hatoyama,.
Il succède alors officiellement à Yoshirō Mori à la tête de la coalition de centre droit formé par ce dernier en avril 2000 avec :
- le Nouveau Kōmeitō (公明党?), parti confessionnel centriste, conservateur, pacifiste et humaniste d'influence bouddhiste (et fondé à l'origine en 1964 comme bras séculier de l'organisation Sōka Gakkai avant de s'en séparer officiellement en 1971) qui dit avoir pour objectif principal la « recherche du bonheur à la fois pour l'individu et pour l'être humain »[31]. Formé la première fois en 1964 sous le nom de Kōmeitō (« parti pour un gouvernement propre ») et adversaire à l'origine du PLD, il s'est fondu, entre 1994 et 1997, dans le Shinshintō, éphémère parti de l'opposition non communiste à ce dernier. Ressuscité en 1998, le Nouveau Kōmeitō est désormais allié au PLD depuis le 4 octobre 1999[32]. Depuis les élections législatives de 2000, il compte 31 représentants, et, depuis les élections à la Chambre des conseillers de 1998, il possède 22 conseillers.
- le Parti conservateur (保守党, Hoshutō?), parti situé à la droite de l'échiquier politique japonais, conservateur et nationaliste qui met l'accent sur une révision de la Constitution de 1947, et notamment de son article 9 qui stipule que « le peuple japonais renonce à jamais à la guerre en tant que droit souverain de la nation » et que donc « il ne sera jamais maintenu de forces terrestres, navales et aériennes, ou autre potentiel de guerre ». Il fut fondé en avril 2000 par des dissidents du Parti libéral, lui-même créé en janvier 1998 par d'anciens membres de l'aile conservatrice libérale et réformatrice du Shinshintō et qui s'était allié avec le PLD le 13 janvier 1999[33]. Et c'est justement parce qu'Ozawa a finalement décidé de mettre fin à cette coopération en 2000 que les partisans du maintien de la coalition ont formé ce nouveau parti[34]. Il est représenté à la Chambre des représentants, depuis les élections législatives de 2000, par 7 élus, et à la Chambre des conseillers, depuis sa création en 2000, par 6 parlementaires.

#### «Tornade Koizumi»

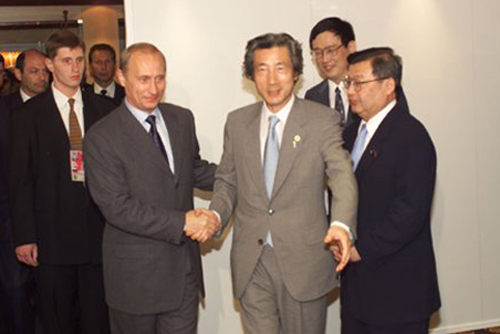
Jun'ichirō Koizumi reçoit le président russe Vladimir Poutine, quelques mois après sa prise de fonction et huit jours avant l'élection à la Chambre des conseillers, le 21 juillet 2001.

Il s'attache alors à symboliser sa volonté de réforme dans la constitution même de son Cabinet, qui se démarque de ses prédécesseurs par le nombre de ses membres PLD n'appartenant à aucune faction (en comptant Koizumi, 5 ministres sur les 14 issus du parti sont dans ce cas, alors qu'il n'y en avait qu'un sur 16 dans le précédent gouvernement), par sa forte représentation féminine (elles sont 5 sur 18, un record, dont les deux premières femmes à accéder à la tête d'un ministère régalien au Japon : la populaire et important soutien de Koizumi lors de sa campagne Makiko Tanaka aux Affaires étrangères, et Mayumi Moriyama, vétéran de la vie politique japonaise, à la Justice) et de « techniciens » indépendants issus de la société civile (ils sont 3 sur 18 à ne pas être parlementaires, à savoir l'ancienne diplomate et ministre de l'Environnement du gouvernement précédent, reconduite dans ses fonctions, Yoriko Kawaguchi, la directrice générale du Musée national de l'Art occidental de Tokyo Atsuko Toyama nommée à l'Éducation et à la Culture et l'économiste libéral Heizō Takenaka à la politique économique et fiscale).
Fort d'une popularité sans précédent (un sondage réalisé le 30 avril 2001 pour le quotidien Asahi Shinbun montre que 78 % des personnes interrogées approuvent le nouveau gouvernement, soit le plus fort taux de satisfaction jamais obtenu par un Cabinet tout juste nommé dans toute l'histoire du Japon, tandis que le taux d'approbation du Premier ministre atteint les 85 % dans une étude menée pour le Yomiuri Shinbun le 29 mai suivant) ; ce que les commentateurs appellent à l'époque la « tornade Koizumi » (小泉旋風, Koizumi Senfū) permet au PLD d'obtenir une victoire assez importante lors du renouvellement de la moitié de la Chambre des conseillers du 29 juillet 2001. En effet, le parti majoritaire réunit 41 % des suffrages au vote unique non transférable et 38,6 % à la proportionnelle nationale et obtient 64 sièges sur les 121 à pourvoir, augmentant ainsi le groupe libéral-démocrate au sein de la chambre haute de la Diète (qui s'établit désormais à 111 conseillers sur 247) de 8 personnes et faisant oublier les mauvais résultats du scrutin précédent en 1998.

#### Premières réussites diplomatiques et réforme des Forces d'autodéfenses

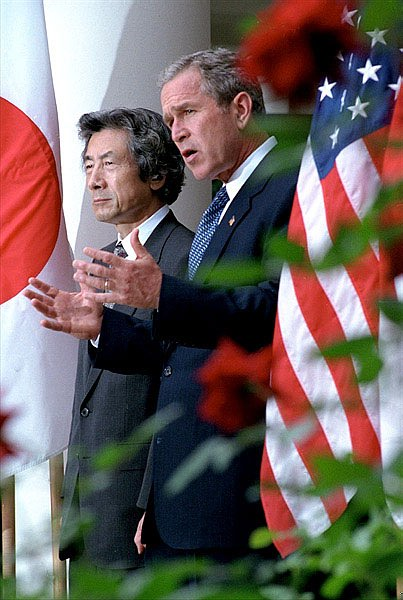
Jun'ichirō Koizumi et le président américain George W. Bush à Washington le 25 septembre 2001.

Il remporte un succès diplomatique considérable au sujet de la Corée du Nord. Il est ainsi le premier chef de gouvernement japonais à se rendre à Pyongyang le 17 septembre 2002 et exprime à cette occasion de « profonds regrets » pour l’attitude du Japon pendant l’occupation japonaise de la Corée, et obtient en contrepartie de Kim Jong-il la reconnaissance officielle, et des excuses, de l'enlèvement par la Corée du Nord de 13 citoyens japonais entre 1977 et 1983. Plus tard, il obtient du régime nord-coréen le retour au Japon des cinq dernières victimes de ces enlèvements encore en vie selon Pyongyang, à condition qu'elles reviennent ensuite en Corée du Nord, le 15 octobre suivant, puis s'attire le soutien de l'opinion publique japonaise en refusant cette dernière revendication de la RPDC et en demandant désormais que ces rapatriés soient rejoints par leurs enfants nés après leurs enlèvements et restés en Corée du Nord.
Il s'attache également à rendre le Japon plus actif sur la scène internationale dans le cadre d'une relation forte avec les États-Unis. Tout d'abord, il apparaît comme le Premier ministre le plus favorable en 40 ans à une révision de la Constitution afin de reconnaître les Forces d'autodéfense comme une armée conventionnelle. Peu de temps après sa prise de fonction, en octobre 2001, il déclare ainsi à la télévision : « Dans le futur, [les Forces d'autodéfense] devront être mieux définies dans la Constitution afin de les reconnaître comme des unités militaires qui n'auraient pas recours à la force ». Plus tard, interrogé par l’Asahi Shinbun le 22 mai 2003 sur l'aspect militaire à donner aux FAD, il répond : « Le jour viendra où elles recevront les honneurs et le statut qu'elles méritent dans la Constitution ». Il fait adopter en octobre 2001 une loi permettant le déploiement des FAD pour des missions de « soutien logistique » dans le cadre de la guerre contre le terrorisme menée par les États-Unis (même si elle refuse toujours aux troupes japonaises de participer aux combats actifs, elle l'autorise à remplir des services militaires vitaux tels que la protection d'hôpitaux, de bases, d'aéroports ou de camps de réfugiés, la lutte contre les mines anti-personnelles, des opérations de recherche et de sauvetage, et les autorise à utiliser la force non seulement pour se protéger elles-mêmes mais aussi « ceux placés sous leurs protection »). Cette réforme entraîne concrètement l'envoi de soldats pour la protection de camp de réfugiés en Afghanistan et au Pakistan et l'organisation de missions de ravitaillement en matériel et essence des troupes engagées dans la guerre d'Afghanistan. En août 2003, il passe également la loi sur les mesures spéciales de soutien à la reconstruction humanitaire de l'Irak (dite loi de reconstruction de l'Irak) lui permettant de déployer les FAD afin d'organiser des missions humanitaires (notamment l'approvisionnement en eau, la construction d'infrastructures, l'éducation) après la fin officielle du conflit, malgré les doutes émis par l'opposition, certains membres de la majorité et l'opinion publique sur la légitimité d'une guerre non soutenue par l'ONU et sur la définition des « territoires hors zones de combat » (les seuls sur lesquels les troupes japonaises peuvent être déployés) dans un pays largement considéré dans sa totalité comme un champ de bataille. La même année, un autre texte établit le cadre dans lequel les FAD sont autorisées à utiliser la force en cas d'attaque du Japon.
En matière de programme spatial, le premier gouvernement Koizumi est également à l'origine de plusieurs avancées en l'orientant notamment vers un aspect plus militaire : le 28 mars 2003, le Japon lance ainsi ses deux premiers Information Gathering Satellite (IGS) ou satellites espions mixtes civils et militaires par une fusée H-IIA, les IGS 1A et 1B (satellites de reconnaissance optique et radar, en service jusqu'en mars 2007). Et le 1er octobre 2003, l'Agence d'exploration aérospatiale japonaise (JAXA) est fondée pour devenir l'unique acteur de l'exploration spatiale japonaise par la fusion de plusieurs organismes : l’Institute of Space and Astronautical Science (ISAS, spécialisé dans la recherche spatiale et l'exploration planétaire), le National Aerospace Laboratory (NAL, spécialisé dans la recherche aéronautique) et la National Space Development Agency of Japan (NASDA, responsable du lancement et du développement logistique aérospatial).

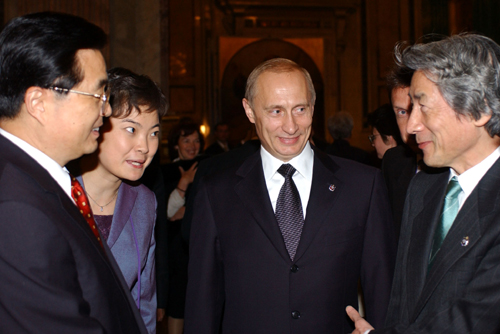
De g. à dr. : le président chinois Hu Jintao, le président russe Vladimir Poutine et Jun'ichirō Koizumi à Saint-Pétersbourg le 30 mai 2003.

Jun'ichirō Koizumi n'est pas épargné par les difficultés. Ainsi, dès le 30 janvier 2002, il est forcé de pousser à la démission l'un des piliers de son gouvernement, la populaire ministre des Affaires étrangères Makiko Tanaka, critiquée notamment au sein de la majorité pour des relations difficiles avec l'administration de son ministère, une controverse l'opposant à l'un de ses vice-ministres et plusieurs dérapages verbaux (elle avait notamment traité le président américain George W. Bush de « trou du cul » lors d'un voyage aux États-Unis en juin 2001,). De plus, sa décision d'aller rendre hommage chaque année à partir du 13 août 2001 au sanctuaire de Yasukuni, dans lequel sont honorées les mémoires des soldats tombés lors des différents conflits auxquels les Japonais participèrent depuis 1868, parmi lesquels quatorze criminels de guerre de classe A condamnés lors du procès de Tokyo, est une cause récurrente de tensions avec la Corée du Sud et la république populaire de Chine (et cela malgré les justifications données par le Premier ministre, notamment le fait qu'il ne s'agisse que de visites à titre privé et qu'il ne s'y rende pas le jour anniversaire de la fin de la Seconde Guerre mondiale le 15 août, contrairement à la plupart des hommes politiques nationalistes). Signe de cette forte tension, aucun président (Jiang Zemin puis Hu Jintao) ni Premier ministre (Zhu Rongji puis Wen Jiabao) chinois ne s'est rendu au Japon durant la totalité du mandat de Koizumi, et ce dernier n'a fait pour sa part qu'un seul déplacement en république populaire de Chine, pour le 13e sommet de l'APEC les 20 et 21 octobre 2001 à Shanghai (en comparaison, il n'y eut entre 1980 et 2001 que six années sans rencontres bilatérales des chefs d'État et/ou de gouvernement des deux États tenues dans l'un des deux pays, pour quatre sur les cinq années passées au pouvoir de Koizumi).

#### Crise financière et premières réformes
Il est également confronté en 2001 et 2002 à une situation économique et financière restant essentiellement morose (l'indice Nikkei 225 tombe à la clôture de l'année fiscale 2002, le 31 mars 2003, à 7 972,71 points, soit le niveau le plus bas depuis 21 ans et une chute de 27,6 % durant l'année), marquée notamment par la persistance du problème des « mauvais prêts » (qui ont atteint le niveau record de 50 billions de yens, soit 420 milliards de dollars américains, en 2002) qui déstabilisent le secteur bancaire depuis 1998. Il confie alors la révision du système financier à son ministre de la politique économique et fiscale Heizō Takenaka et au gouverneur de la Banque du Japon Toshihiko Fukui, devenus les chantres de la politique de réforme du gouvernement Koizumi et les bêtes noires des conservateurs du PLD (jusqu'au propre ministre des Finances de Koizumi, l'octogénaire Masajūrō Shiokawa) qui ne cessent de demander leurs démissions.
Le programme de Revitalisation financière (ou plan Takenaka) présenté le 30 octobre 2002 pour « purger » le système bancaire entraîne une vive opposition en étant jugé trop « radical ». Il prévoit notamment de forcer les banques à évaluer de manière plus rigoureuse la qualité de leurs prêts et à accroître le capital total qu'elles doivent garder sous contrôle afin d'éviter toute fraude potentielle, et vise également à renforcer la réglementation comptable en réduisant le seuil minimal de la part des bénéfices en sursis d'impositions dans le noyau dur du capital à partir duquel celle-ci est forcée de noter ses prévisions de revenus de 40 à 10 %, ce qui pousserait beaucoup de banques à être en violation de leur ratio de liquidité générale minimum obligatoire de 8 % et permettrait à l'État de prendre en main et de restructurer comme bon lui semble les mauvais prêts. Ses détracteurs craignent qu'il ne soit à l'origine d'une récession, et la volonté de Koizumi de maintenir une certaine cohésion au sein de la majorité entraîne pendant un temps une certaine hésitation, voire une franche déception, dans le camp des plus farouches partisans des réformes libérales qui doutent de plus en plus des capacités du Premier ministre à mener à bien ses promesses électorales de 2001, d'autant plus lorsque Koizumi finit par renoncer à son projet d'abolir la pleine garantie des dépôts bancaires dès l'année fiscale 2003 (débutant le 1er avril). Pourtant, Koizumi ne cesse de montrer son soutien à Heizō Takenaka qu'il reconduit lors des deux remaniements ministériels qu'il opère, le 30 septembre 2002 et le 22 septembre 2003 (qui obtient, en plus de ses compétences initiales, à savoir la politique économique et fiscale, celle de la réforme du secteur financier à partir du 30 septembre 2002). Et, finalement, Koizumi et Takenaka réussissent à forcer en 2003 les banques à accélérer l'élimination de leurs prêts non productifs (alors qu'ils représentaient encore 8,1 % du total des prêts en septembre 2002, ce taux est ramené à 7,2 % en mars 2003, 6,5 % en septembre de la même année et 5,2 % en mars 2004) et à consolider leurs assises financières (vote de la loi sur le système de garantie de crédit pour la finance des « débiteurs aux commandes » le 16 décembre 2002 et la loi d'assurance des dépôts est partiellement amendée le 1er avril 2003, un « état-major » sur les problèmes financiers est établi le 27 septembre 2002 afin de renforcer le contrôle sur le secteur, lancement de la politique de « Surveillance de la gestion des Institutions financières de soutien spécial » le 4 avril 2003). Le renflouement à hauteur de 17,2 milliards de dollars américains réalisé avec succès du cinquième établissement bancaire du pays, Resona, est largement présenté comme le symbole de la réussite du plan Takenaka. Ce dernier est couplé à un autre programme qui lui est étroitement associé, celui du sauvetage du secteur industriel déstabilisé par la pratique des « mauvais prêts », une CorporatIon à la revitalisation industrielle étant créée le 8 novembre 2002 et confiée à Sadakazu Tanigaki, directeur de la Commission nationale de sécurité publique et ministre de la sécurité alimentaire, qui la présente comme un « hôpital pour les compagnies malades qui peuvent en sortir guéries ». Cette nomination est beaucoup commentée, en raison de la personnalité de Tanigaki, perçu comme un « excellent coordinateur, mais pas comme une personne prenant des initiatives » par l'analyste politique Shigenori Okazaki, et des fortes pressions politiques s'exerçant sur cette nouvelle institution. Quoi qu'il en soit, le ministre présente en décembre 2002 le plan définissant la mission de cette corporation s'échelonnant sur cinq ans, les deux premières années étant consacrées au rachat des prêts douteux provenant des banques de crédit du secteur secondaire et les suivantes à leur revente, mettant en place une série de critères que les compagnies problématiques et leur banque doivent respecter pour obtenir une intervention de l'agence de revitalisation (comme une croissance minimale de 2 points du taux de retour sur capitaux propres, ou encore l'obligation que les revenus bruts dépassent les dépenses brutes) et obligeant les entreprises ayant obtenu le rachat de leurs prêts douteux par l'institution à trouver des sponsors pour relancer leurs affaires, tout en prévoyant une certaine flexibilité et une étude au cas par cas des dossiers pour l'application de ces décisions. Afin de financer ces rachats de prêts, Sadakazu Tanigaku propose d'avoir recours à l'argent des contribuables.
Mais ce qui est considéré comme la première réforme structurelle réellement mise en place par Koizumi et son gouvernement reste celle de la dérégulation et de la décentralisation. Tout d'abord, la possibilité est donnée à partir d'avril 2003 aux collectivités locales d'encourager certaines zones économiques spéciales, appelées « districts de dérégulations », où réductions d'impôts et de la tarification ou d'autres innovations peuvent être expérimentées (les 117 premières zones de ce type sont établies par le gouvernement en mai 2003). La permission est donnée aux sociétés par actions de créer des écoles, universités ou grandes écoles dans les domaines des technologies de l'information, du droit ou des affaires, de même que les conditions sont créées pour augmenter la part du privé dans la gestion des hôpitaux et des services sociaux afin d'augmenter leur compétitivité. La vente dans les commerces de proximité de bière ou alcools, dont le saké, brassés ou distillés à domicile, est autorisée, comme la commercialisation de médicaments en dehors des seules pharmacies. La « Réforme de la Trinité », présentée le 7 juin 2002 par Koizumi et adoptée par son Cabinet le 27 juin 2003, définit les trois piliers du processus de décentralisation fiscale envisagéE par le gouvernement et dont le but est d'augmenter l'autonomie financière des collectivités (et donc de réduire les importants transferts de fonds décidés par l'État de 4 trillions de yens d'ici l'année fiscale 2006) : réduction des subventions allouées pour des projets déterminés (constructions d'infrastructures, développement économique), don d'une partie des revenus fiscaux de l'État à l'échelon préfectoral et municipal (notamment par la réduction de l'impôt sur le revenu, perçu par le gouvernement central, pour permettre aux municipalités d'augmenter les taxes d'habitation) et révision des subventions fiscales (données aux communes manquant de revenus pour compléter leurs budgets). Ce plan a entraîné de vives oppositions à l'intérieur du gouvernement (le ministre des Affaires intérieures Toranosuke Katayama préférant traiter en priorité les transferts fiscaux, quand le ministre des Finances Masajūrō Shiokawa appelle en revanche à mettre l'accent sur les réductions des subventions) et de la part des gouverneurs (qui reprochent aux compensations financières à la baisse des aides de l'État d'être insuffisantes et craignent un endettement des collectivités locales, ou encore de favoriser l'urbanisation et donc le dépeuplement des campagnes en favorisant les zones urbaines et les préfectures les plus peuplées),. Plusieurs analystes, dont l'économiste de l'université Keiō Takero Doi, lui reprochent également de ne pas aller assez loin en ne comprenant pas de réforme du système des obligations locales.
Plusieurs projets lancés en 2003 ouvrent de même à la concurrence privée certains secteurs qui relevaient jusque-là du monopole de l'État ou des autorités locales : l'approvisionnement en eau (par le biais de contrats avec les préfectures et municipalités) et la distribution du courrier (cassant, par un amendement de la loi sur la diffusion du courrier en avril 2003, le monopole de l'administration postale par ailleurs transformée à cette occasion en la compagnie publique Japan Post, ce qui est vu comme un premier pas vers la privatisation postale chère à Koizumi, avec des compagnies privées pouvant assurer ce service tant au niveau régional que national, même si elles doivent dans ce cas remplir les conditions pour couvrir l'ensemble du territoire, y compris les endroits les plus reculés, et de mettre en place leurs propres boîtes à lettres). Enfin, la fin du premier mandat de Jun'ichirō Koizumi est marqué par l'engagement plus précis de l'administration dans ce qui reste les deux principales réformes promises par le Premier ministre avant son élection : les privatisations de la poste japonaise et de la corporation publique autoroutière. Ainsi, le 26 septembre 2003, il annonce devant la Diète réunie pour la première séance de la session parlementaire d'automne son agenda pour la première de ces réformes, avec un plan devant être établi à l'automne 2004 pour un projet de loi présenté en 2005 et une application d'ici 2007. Pour la seconde, le président de la Japan Highway Public Corporation, Haruho Fujii, considéré comme un sérieux obstacle à toute ouverture du capital aux investisseurs privés, est limogé le 24 octobre de la même année.
Quoi qu'il en soit, malgré une mise en place des réformes promises plus lente et progressive que prévu (notamment pour les principales d'entre elles), Jun'ichirō Koizumi reste largement populaire avec un taux d'approbation certes inférieur aux records qu'il avait obtenu après son élection, mais qui reste à un niveau étonnamment élevé pour un homme politique japonais (et à fortiori pour un Premier ministre au pouvoir depuis 2 ans), aux alentours de 59 %, toujours en septembre 2003. Ceci est dû tout d'abord à une relation particulière entretenue avec le public par le biais d'une image particulièrement soignée et d'une forte médiatisation. Les réussites de l'administration Koizumi dans le dossier de l'enlèvement des Japonais par la Corée du Nord a également permis de maintenir un fort soutien populaire au Premier ministre. De plus, des signes d'amélioration de la situation économique et financière commencent à se faire sentir à partir du printemps 2003. En effet, l'indice Nikkei, après avoir atteint en avril son plus bas niveau en vingt ans, connaît une hausse importante entre 35 et 40 % pour s'établir à 10 300 points à la mi-septembre, ce qui reste néanmoins inférieur à son niveau au moment de la prise de fonction de Jun'ichirō Koizumi en avril 2001 (il atteignait alors presque les 14 000 points). Mais cette hausse, quoique légère, est néanmoins vue comme une bonne nouvelle pour le gouvernement qui la présente alors comme le signe que ses réformes (et notamment celle du secteur bancaire) commencent à porter leurs fruits. L'annonce en septembre également d'une croissance du PIB de 3,9 % pour le second trimestre 2003, la plus haute des pays industrialisés pour cette période mais dont la pertinence est critiquée par certains analystes (l'économiste Peter Morgan, notamment, critique la manière dont les changements de prix pour certains produits, notamment les ordinateurs ou autres technologies de l'information, sont calculés et fait état pour sa part d'une croissance réelle de 2,1 % seulement), favorise également la majorité. Toutefois, le chômage reste relativement élevé dans un pays traditionnellement habitué au plein emploi, avec un taux record de 5,5 % également atteint en avril 2003 et restant à 5,1 % en septembre.

#### Réélection à la tête du PLD et élections législatives de 2003
Le 20 septembre 2003, Jun'ichirō Koizumi est largement réélu, dès le premier tour, président du PLD, avec 399 voix sur 657 délégués (soit 60,7 % des suffrages), et plus particulièrement 194 votes de parlementaires sur 357 (54,3 %) mais surtout 205 parmi les 300 représentants des quelque 1,4 million de militants (68,3 %). Cette victoire est vue comme un véritable pas en avant en faveur de l'accélération des réformes malgré la fronde de l'aile conservatrice du parti, le candidat de cette dernière, Shizuka Kamei, principal rival de Koizumi lors de l'élection, n'obtenant que 139 voix (21,1 %, avec tout de même le soutien de 66 parlementaires et de 73 délégués des fédérations locales). Mais la principale réussite de Koizumi lors de ce scrutin reste la division de la principale faction du PLD, le Heiseikai de l'ancien Premier ministre Ryūtarō Hashimoto, considérée comme la principale représentante de la façon traditionnelle de faire de la politique ayant prévalu au Japon des années 1960 aux années 1990 et jusque-là comme un foyer de résistance important aux politiques de Koizumi. Ainsi, une moitié environ de ce groupe, menée par l'un des poids lourds de la Chambre des conseillers, Mikio Aoki, finit par soutenir le Premier ministre plutôt que le candidat de sa faction, à savoir l'ancien ministre des Transports Takao Fujii. Ce dernier n'obtient finalement que le vote de 50 parlementaires sur les 100 dont disposent le Heiseikai.
Après sa réélection, Jun'ichirō Koizumi nomme Shinzō Abe, tout juste 49 ans et déjà connu du grand public pour avoir géré le dossier des enlèvements en tant que Secrétaire général adjoint du Cabinet, comme secrétaire général et no 2 du parti, remanie son gouvernement le 22 septembre (il y remplace notamment au ministère des Finances Masajūrō Shiokawa, jugé trop conservateur et critique envers la politique bancaire de Takenaka, par Sadakazu Tanigaki, partisan de la rigueur budgétaire prônée par Koizumi sans qu'elle ait été mise en place pour l'instant, et au ministère de l'Économie, du Commerce et de l'Industrie Takeo Hiranuma, opposant à la privatisation de la poste qui avait démissionné quelques jours plus tôt en annonçant sa décision de ne pas voter pour Koizumi à la présidence du parti, par le libre-échangiste Shōichi Nakagawa, tout en conservant les plus fervents réformateurs, dont Heizō Takenaka ou Nobuteru Ishihara qui passe de la Dérégulation aux Transports et donc prend en charge la réforme autoroutière, et les responsables de la politique étrangère et de la défense, respectivement Yoriko Kawaguchi et le jeune « faucon » Shigeru Ishiba) et dissout la Chambre des représentants le 10 octobre afin de confirmer le choix du PLD par le vote des électeurs. Les élections législatives anticipées qui suivent, le 9 novembre 2003, sont marquées certes par une victoire pour le PLD et la majorité (avec 275 députés, soit 57,3 %, sur 480 pour les trois partis de la coalition gouvernementale, dont 237 libéraux-démocrates, 34 du Nouveau Kōmeitō et 4 du NPC, à quoi s'ajoutent 6 indépendants proches du parti au pouvoir), celle-ci perd du terrain au profit du PDJ (elle perd 12 sièges par rapport à la veille du scrutin, quand les démocrates en gagnent 40) et le PLD perd notamment son statut de premier parti du pays au scrutin proportionnel plurinominal (ses listes ne réunissant alors que 34,96 % et 69 élus sur 180 contre 37,39 % et 72 représentants proportionnels au PDJ). Ces élections sont alors la démonstration de l'évolution du Japon vers le bipartisme, avec la réduction de l'écart entre les deux principales forces politiques opposées et surtout l'essor du PDJ qui, sous la conduite de Naoto Kan, lui aussi homme politique populaire et charismatique, a su démontrer qu'il pourrait devenir rapidement une force d'alternance, et l'effondrement des petits mouvements (le NPC passe de 9 à 4 sièges, le PCJ de 20 à 9, le PSD de 18 à 6). Parmi ces derniers, seul le Nouveau Kōmeitō fait mieux, en gagnant deux circonscriptions et un fauteuil à la proportionnelle pour s'établir à 34 représentants.
Quoi qu'il en soit, Jun'ichirō Koizumi est réélu Premier ministre par la nouvelle Chambre le 19 novembre 2003 par 281 voix contre 186 à Kan (les 177 du PDJ, les 6 du PSD, 2 indépendants et l'unique élu de la Ligue libérale), 9 au communiste Kazuo Shii, 3 bulletins blancs et 1 non votant. Il forme immédiatement son second gouvernement, sans modification par rapport à son cabinet remanié du 22 septembre précédent.

### Deuxième gouvernement Koizumi
Le second gouvernement Koizumi est marqué par la mise en place de politiques et la confirmation de tendances engagées sous le premier cabinet, notamment en matière de politique étrangère et de développement économique, mais également par l'engagement d'une politique de stabilisation voire de rigueur budgétaire et la préparation des principaux objectifs de réformes de Jun'ichirō Koizumi : les privatisations de la poste et des autoroutes, la simplification administrative locale et la décentralisation ainsi que les problèmes en matière de retraites.

#### Une politique étrangère dans la continuité du premier gouvernement

##### La «tornade Koizumi» ébranlée par la question irakienne

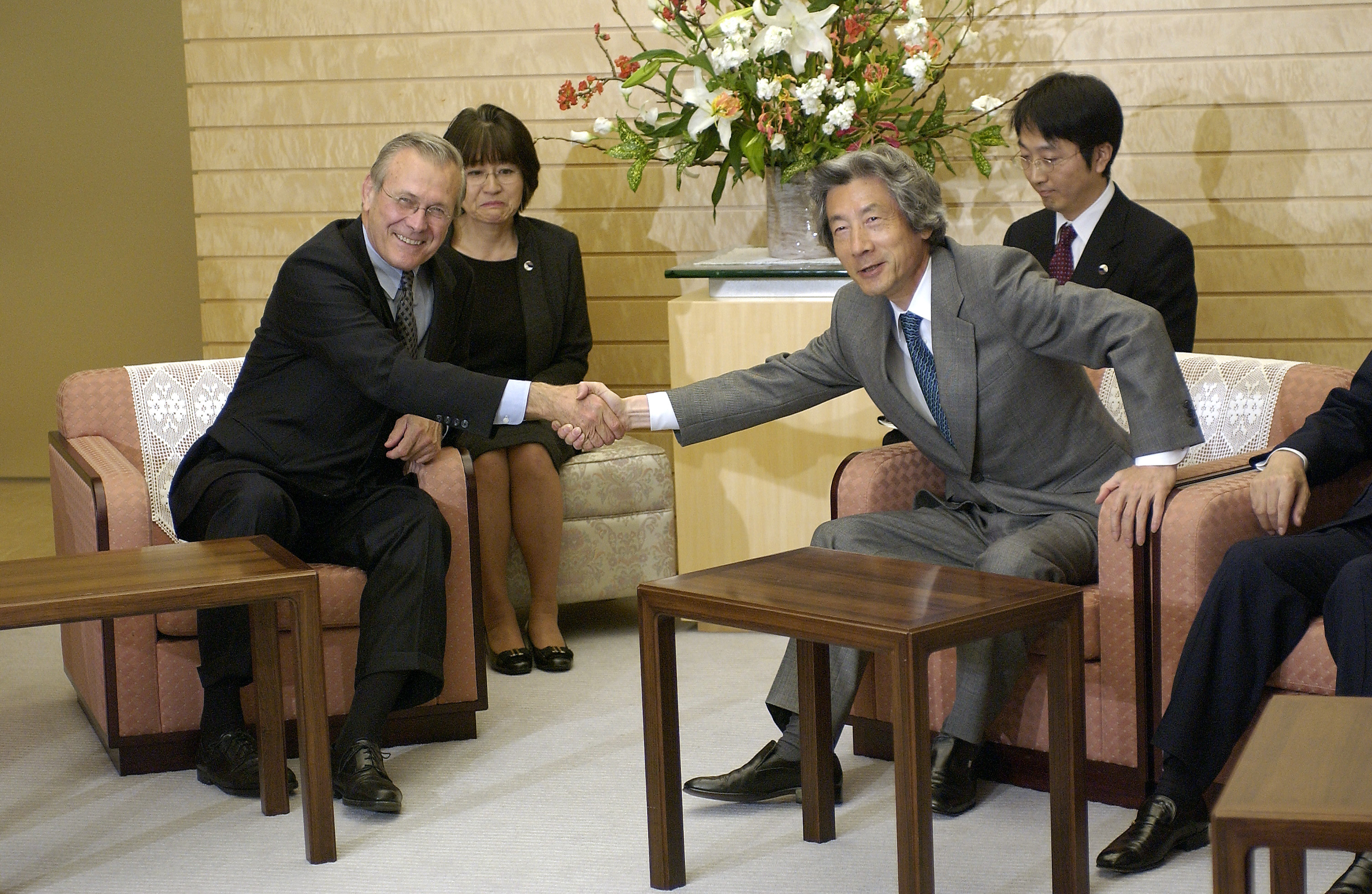
Le secrétaire américain à la Défense Donald Rumsfeld et Jun'ichirō Koizumi à Tokyo, le 14 novembre 2004.

L'une des premières actions du deuxième cabinet de Koizumi est de concrétiser la participation du pays à la reconstruction de l'Irak, le Premier ministre renouvelant sa volonté après l'assassinat dans une embuscade près de Tikrit le 29 novembre 2003 de deux diplomates japonais, Katsuhiko Oku et Masamori Inōe, et de leur conducteur irakien. Le 9 décembre 2003, Koizumi et son gouvernement détaillent le « plan de base » d'envoi de troupes non-combattantes des FAD ainsi que de spécialistes civils pour l’assistance humanitaire et le rétablissement de la sécurité en Irak. Et, le 26 janvier 2004, conformément à la loi pour la reconstruction de l'Irak d'août 2003, le Premier ministre donne son accord au directeur de l'Agence de la Défense, Shigeru Ishiba, pour donner l'ordre de déploiement (couplé à un projet de loi pour obtenir l'approbation parlementaire) de plus de 1000 soldats des Forces d'autodéfense (dont 550 fantassins des forces terrestres essentiellement issus de la 2e division d'Asahikawa à Hokkaidō, déployés à partir du 9 février 2004 à Samawa, capitale de la muhafazat d'Al-Muthanna dans le sud de l'Irak, afin d'y mener essentiellement des missions d'approvisionnement en eau puis de sa purification au niveau local, ou d’aménagement de diverses infrastructures dont des écoles, à quoi s'ajoutent des forces maritimes et aériennes pour le transport de matériel, d'hommes et le ravitaillement), ce qui en fait l'effort humain le plus important fourni par les FAD à l'étranger de toute leur histoire. Malgré une opinion encore largement divisée (mais de moins en moins hostile, un sondage du Mainichi Shinbun en février faisant état de 47 % d'opinions favorables et autant de négatives, soit 12 points de plus dans le camp des pour et 7 points en moins pour les opposants par rapport à une précédente étude réalisée en décembre 1993), des débats houleux à la Diète (avec l'opposition franche du PDJ, du PSD et du PCJ, Naoto Kan demandant la démission du Premier ministre sur la question le 21 janvier 2004), les hésitations de la presse nationale et la confusion concernant l'éventuelle sécurisation de Samawa, le site d'envoi des troupes (Jun'ichirō Koizumi et Shigeru Ishiba devant présenter des excuses concernant des lacunes dans la collecte de renseignements concernant la sécurité en Irak, le gouvernement ayant affirmé que la région était stable en prenant à témoin l'établissement d'un conseil municipal à Samawa, alors qu'il fut rendu public plus tard que ce dernier avait été dissout à la suite d'un différend avec l'Autorité provisoire de la coalition), la loi sur le déploiement des troupes est votée par le Parlement le 31 janvier 2004 en l'absence de tous les partis de l'opposition et de plusieurs figures du PLD (dont notamment Shizuka Kamei qui fait figure d'opposant no 1 à Koizumi au sein de la majorité, mais aussi les anciens secrétaires généraux du parti et chefs de factions Makoto Koga et Kōichi Katō). Il s'agit du premier envoi des FAD sur un théâtre potentiel d'actions militaires alors qu'elles n'ont constitutionnellement toujours pas le droit de prendre part à une guerre.
La « question irakienne » devient rapidement l'un des principaux éléments déstabilisateurs du cabinet Koizumi II. Ainsi, des manifestations dans plusieurs villes à travers le Japon réunissent quelque 500 000 personnes opposées à la participation japonaise le 20 mars 2004, et dans un sondage réalisé le même jour pour l’Asahi Shinbun (proche du centre gauche et hostile au conflit), 66 % des personnes interrogées déclarent que les États-Unis n'avaient aucune raison légitime d'attaquer l'Irak. Quelques jours plus tard, le Japon connaît sa première prise d'otages en Irak le 8 avril 2004, avec l'enlèvement de trois de ses ressortissants, le photographe indépendant Soichirō Koriyama (32 ans) et les coopérants d'ONG Noriaki Imai (18 ans) et Nahoko Takato (femme de 34 ans), par le groupe appelé « Brigades des Moudjahidines », mais ils sont relâchés, malgré la menace faite par les ravisseurs de les brûler vifs si le gouvernement japonais ne prenait pas la décision de retirer ses troupes du pays dans les trois jours dès le 16 avril, grâce à l'intervention de l'Association des Érudits musulmans, un groupe de chefs religieux sunnites. En dépit de cette fin heureuse, les appels au rappel des FAD se multiplient, les familles des trois personnes enlevées se rendant à Tokyo pour demander à être reçues par le Premier ministre pour lui présenter une pétition signées par 150 000 personnes, mais Koizumi maintient la ligne de Tokyo et refuse de « céder au terrorisme ». Une autre prise d'otage, quelques mois plus tard, se révèlera plus choquante pour l'opinion publique car plus sanglante. Shōsei Kōda, un jeune routard de 24 ans qui était arrivé, selon ses propres dires, en Irak le 19 octobre 2004 pour « voir ce qui s'y passait », est enlevé cinq jours plus tard et apparaît le lendemain dans une vidéo de l'« Organisation Al-Qaïda du jihad dans le pays du Rafidain », le mouvement terroriste d'Abou Moussab Al-Zarqaoui, donnant un ultimatum de 48 heures (expirant le vendredi 29 octobre au matin) au gouvernement Koizumi pour retirer ses troupes sous peine de mise à mort de l'otage. Le corps décapité du jeune homme est retrouvé le samedi 30 octobre au soir à Bagdad et son identité est vite confirmée, tandis qu'une vidéo de la décapitation est diffusée sur un Internet le 2 novembre en étant accompagnée d'un texte du groupe terroriste faisant état de la proposition, en vain, par Tokyo d'« une rançon de plusieurs millions de dollars pour la libération » de Kōda.

##### Des dossiers sur lesquels le Premier ministre conserve l'appui de l'opinion publique

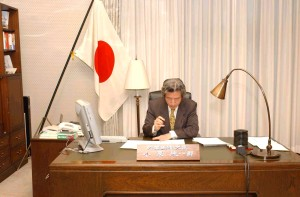
Jun'ichirō Koizumi dans son bureau à Tokyo (26 avril 2002).

Jun'ichirō Koizumi est plus heureux, et plus soutenu par l'opinion publique, concernant les enlèvements de Japonais par la Corée du Nord. Il réalise ainsi un second voyage à Pyongyang le 22 mai 2004 et, en échange de la promesse d'une assistance économique sous forme de livraison de nourriture (à hauteur de 250 000 tonnes) et de médicaments (pour une valeur de 10 millions de dollars), via des organisations internationales, il obtient une nouvelle avancée dans le dossier de la part de Kim Jong-il, le dictateur nord-coréen autorisant les relatifs (cinq enfants nés dans le pays de captivité de leurs parents initialement, à quoi s'ajoutent bientôt l'époux américain d'une des personnes enlevées, Charles Robert Jenkins, et leurs deux filles, plus indirectement, Jenkins étant un déserteur de l'armée américaine craignant d'être traduit en cour martiale) des cinq victimes rapatriées en 2002 à les rejoindre. Mais, malgré cette réussite, la question reste au point mort concernant la volonté de faire reconnaître par la RPDC d'autres enlèvements et l'obtention d'informations sur les autres victimes, les conditions de leurs éventuels décès tels qu'indiqués par Pyongyang et de leurs enlèvements. Si, en septembre 2004, la Corée du Nord restitue au Japon deux restes humains qu'elle présente comme ceux de deux autres victimes mortes selon elle entre 1993 et 1996, une polémique naît bientôt autour des tests ADN réalisés à l'université Teikyō pour confirmer l'identité des corps : si ceux-ci indiquent qu'il ne s'agirait pas des deux Japonais enlevés, ils sont à leur tour critiqués par le journal scientifique indépendant Nature dans une enquête publiée le 3 février 2005 révélant notamment l'inexpérience de la personne ayant réalisé les tests.
Les relations sino-japonaises connaissent leur plus grave trouble depuis la normalisation des relations entre les deux pays en 1972 à l'occasion d'un important mouvement antijaponais en Chine en mars et avril 2005, conséquences d'une accumulation de facteurs tels que l'éventualité pour le Japon de devenir membre permanent au Conseil de sécurité des Nations unies, la publication d'un nouveau manuel scolaire d'histoire japonais considéré comme partial voire « révisionniste » concernant les crimes de guerre du Japon dans les pays d'Asie orientale, les visites officielles répétées de Jun'ichirō Koizumi au sanctuaire de Yasukuni, la souveraineté disputée entre les deux pays sur les îles Senkaku (en chinois, îles Diaoyutai) ou encore l'exploitation des ressources énergétiques de la mer de Chine orientale. Le 2 avril, un grand magasin japonais, Ito-Yokado, est notamment attaqué par la foule à Chengdu, plusieurs vitres étant brisées. Une semaine plus tard, 10 000 manifestants à Pékin marchent jusqu'à l'ambassade du Japon qui fait l'objet de tirs de pierres, de bouteilles d'eau et d'œufs, tandis que plusieurs restaurants japonais (dont certains pourtant tenus par des Chinois) sont eux-mêmes vandalisés dans la capitale et à Shanghai (où trois étudiants nippons sont agressés). Le 16 avril, c'est au tour du consulat général à Shanghai de subir des tirs de pierres et de bouteilles d'eau venant de la foule. Bien que ces manifestations n'aient pas été autorisées, la police chinoise n'est pas intervenue notamment pour empêcher les jets de projectiles sur les locaux de la représentation japonaise, en violation des conventions de Vienne de 1961 et 1963. Si, dans un premier temps, Jun'ichirō Koizumi demande des excuses et des réparations du gouvernement chinois, déclarant dès le 11 avril : « Le gouvernement chinois est responsable de la sécurité des Japonais qui travaillent en Chine. J'aimerais qu'il soit bien conscient de cela », il finit par désamorcer la crise en exprimant lors de la Conférence Asie - Afrique à Jakarta le 22 avril de « profonds remords et des excuses venant du cœur » pour les « énormes souffrances et dégâts » infligées par le Japon aux autres nations asiatiques durant la Seconde Guerre mondiale (mais la portée de ce discours est atténué par la visite quelques heures plus tôt du sanctuaire Yasukuni par 80 parlementaires, dont 78 du PLD), avant de rencontrer, toujours dans la capitale indonésienne, le président de la république populaire de Chine Hu Jintao le lendemain. Ces incidents marquent profondément l'opinion publique japonaise et la popularité du Premier ministre s'en trouve renforcée en raison de son attitude ferme durant la crise.

#### Début d'une politique de rigueur budgétaire, question des retraites et difficultés de l'été 2004
L'arrivée de Sadakazu Tanigaki, un conservateur fiscal, au ministère des Finances aboutit à une réelle politique de réduction des dépenses du budget de l'État japonais. Si durant le premier gouvernement le niveau de ces dernières avaient été maintenues aux environs des 39 % du produit intérieur brut - tandis que les recettes diminuaient fortement en raison de la crise économique (ces revenus passent notamment de 32 % du PIB en 2000 à seulement 30,5 % en 2003), aboutissant à un déficit record aux alentours des -8 % du PIB en 2002 et 2003 -, il est ramené progressivement à 37 % dès le début de l'année fiscale 2004.
En effet, le premier budget présenté par Tanigaki (pour l'année fiscale 2004) est « virtuellement stable », s'établissant au total à 82,11 billions de yens de dépenses, soit une croissance d'à peine 0,4 % par rapport à celui du budget 2003, et proposant notamment des coupes dans les secteurs des travaux publics (-3,5 % pour la troisième année consécutive), des subventions (comme prévu dans la « Réforme de la Trinité », -1,1 % soit une baisse de 136,1 milliards de yens) et des allocations fiscales aux collectivités locales (-6,5 %, soit 1,183 billions de yens), de l'éducation (-5,9 %), de l'aide officielle au développement (-4,8 %, la cinquième baisse d'affilée pour atteindre le taux le plus bas depuis 15 ans) et de la défense (-1 %, la seconde après celle de 2003 et la plus forte qu'aient connu les Forces japonaises d'autodéfense), tandis que seule la sécurité sociale connaît une hausse significative de ses dépenses (+ 4,2 %). Le budget pour l'année 2005 reprend les mêmes principes en les renforçant avec une hausse légère des dépenses de l'État (à 82,18 billions de yens, soit à peine 0,1 % de plus qu'en 2004 pour les dépenses totales et une baisse de 0,7 % des pertes comptables générales) et des réductions dans tous les secteurs à l'exception de la sécurité sociale (celle-ci connaissant toutefois une croissance plus faible de ses dépenses que l'année précédente, à +2,9 %) et des intérêts de la dette nationale (qui coûtent cette année-là 5 % supplémentaires à l'État japonais en raison d'une augmentation des obligations en circulation). Le déficit public, en part du PIB, baisse de deux points en un an pour avoisiner les 6 % en 2004 et 2005. Bien que relativement modérée, cette « politique de rigueur » est la plus forte mise en place depuis 1996.
Le seul secteur ne connaissant pas de coupe, et étant même augmenté, reste donc avant tout celui de la sécurité sociale, la priorité principale du second gouvernement de Koizumi étant, comme la campagne des législatives de 2003 le laissait présager, celui des retraites. En effet, dans une société fortement marquée par un déclin démographique (la population japonaise commence à décroître à partir de 2005, en raison d'un accroissement naturel négatif et d'un solde migratoire pratiquement nul) et un vieillissement de la population (il est projeté en 2005 que la proportion des plus de 65 ans représentera 28 % des Japonais d'ici 2025), l'État est amené à réfléchir à la manière d'adapter le système par répartition et notamment son mode de financement. La réforme finalement présentée en mai 2004 propose un plan s'étalant jusqu'à 2017 et prévoyant à la fois, comme dans les réformes précédentes, une hausse des cotisations (de 13,58 % du revenu annuel en 2004 à 18,3 % en 2017 pour le régime obligatoire d’assurance retraite des salariés, payé pour moitié par l'employeur et pour l'autre par l'employé en étant prélevé directement sur son salaire, cette augmentation est moins forte que prévu puisqu'elle devait initialement aboutir à un taux de 25 % ; augmentation sur la même période des cotisations mensuelles du régime national de retraite pour les non-salariés de 13 300 à 16 900 yens) et une diminution des prestations (originalité de ce plan quand la politique des retraites s'efforçait jusqu'alors de maintenir des bénéfices pour les ex-salariés à la retraite à un niveau de 59,3 % des revenus, la réforme Koizumi prévoyant de le ramener d'ici 2017 à 50 % via un système d'indexation corrigée par rapport à l'évolution démographique). Le Premier ministre et les défenseurs de sa réforme tentent ainsi de rassurer les actifs de plus en plus sceptiques vis-à-vis du système et qui craignent de voir peu à peu l'essentiel de leurs revenus ponctionnés pour financer les retraites de leurs aînés (d'où une hausse des cotisations plutôt modérée couplée à une réduction des bénéfices des retraités). Néanmoins, les partisans d'une réforme plus profonde lui reprochent de ne pas trouver de réelles solutions quant au faible taux de versement des cotisations par les travailleurs indépendants et étudiants à leurs caisses de retraite et donc des inégalités de traitement entre ces derniers et les salariés (les indépendants et étudiants bénéficient d'un régime distinct et leurs prélèvements, bien qu'également obligatoires, ne dépendent finalement que de leur bon vouloir puisque 40 % des 18 millions de personnes pour lesquels ce système est prévu n’avaient pas payé leurs cotisations obligatoires en 2002, quand d'un autre côté les salariés, par le biais du prélèvement automatique de leurs contributions sociales sur leur paye, n'ont aucun moyen d'y échapper), plus généralement à la complexité du système (réparti en trois régimes distincts pour les salariés, pour les indépendants et étudiants de plus de 20 ans et pour les fonctionnaires, eux-mêmes spécialisés par professions en de multiples caisses différentes, les opposants à cette situation lui reprochant d'être à l'origine de la difficulté de gérer les dossiers et la multiplication des irrégularités, un majeur japonais changeant de régime à chaque fois qu'il change de statut socioprofessionnel) en ne prévoyant pas de passage à un régime unifié et quant au sujet du financement au long terme, plusieurs personnalités politiques (dont le ministre des Finances, Sadakazu Tanigaki), militant pour l'augmentation de la taxe sur la consommation sans que le Premier ministre ne fasse réellement d'annonce allant dans ce sens. D'un autre côté, l'opposition de centre gauche dit au contraire craindre une augmentation de la précarité tant des personnes âgées avec une baisse de leur pouvoir d'achat mais aussi dans le monde du travail (l'augmentation notamment des cotisations des salariés alors qu'elles sont financées pour moitié par les employeurs pousserait ainsi, selon eux, ces derniers à favoriser l'embauche de travailleurs à mi-temps et de freeters plutôt que d'employés à temps plein qu'ils seraient obligés de déclarer à la caisse des retraites). Après des débats houleux au sein de la classe politique, le projet est finalement adopté par la Diète à la fin du mois de mai et au début du mois de juin 2004,.
Mais ce qui provoque profondément l'émoi de l'opinion publique reste l'éclatement, au même moment, du scandale dit des « retraites » : plusieurs personnalités politiques, tant de la majorité que de l'opposition, devant avouer avoir manqué le versement des cotisations obligatoires aux caisses de retraite par le passé (bien qu'elles soient présentées comme de sincères erreurs de gestion liées justement à la multiplicité des caisses, les hommes politiques relevant de régimes différents entre parlementaires, élus locaux ou membres du gouvernement, ces irrégularités choquent dans ce contexte particulier). Jun'ichirō Koizumi semble sortir de cette crise relativement affaibli, d'autant que son secrétaire général du Cabinet, Yasuo Fukuda, présenté comme son éminence grise et l'un des piliers de son Cabinet depuis son arrivée au pouvoir en 2001, est forcé de démissionner à la suite de ce scandale le 7 mai 2004. Par conséquent, cet épisode, ajouté aux prises d'otages en Irak, fait atteindre au Premier ministre et à son gouvernement son niveau de popularité le plus bas dans les sondages depuis 2001 (selon le Nihon Keizai Shinbun notamment, le Cabinet Koizumi atteint son taux d'approbation le plus faible à 40 % en juillet 2004, contre 39 % de mécontents ; la NHK voit même se croiser les courbes d'opinions positives et négatives entre mai et août, avec, pour ce dernier mois, 45 % de désapprobation pour 43 % de soutien). Cela se traduit finalement par un échec électoral net du PLD au renouvellement de la moitié de la Chambre des conseillers le 11 juillet 2004 (le parti au pouvoir est, pour la première fois de son histoire, battu en nombre de voix aux deux modes de scrutin par le PDJ qui, s'il a lui aussi été touché par le scandale des retraites avec la démission forcée de Naoto Kan, a su immédiatement rebondir en se dotant d'un nouveau président ayant l'image d'un « Monsieur Propre », Katsuya Okada). Il ne conserve le contrôle de la chambre haute que grâce à son fort résultat au précédent scrutin de 2001, et avec une majorité nettement réduite (il n'y a plus que 115 conseillers libéraux-démocrates sur 242 contre 82 démocrates, la coalition gouvernementale ne dispose désormais que de 139 sièges). Tout en admettant le lien entre cet échec et la réforme des retraites ou la situation en Irak, Koizumi dément immédiatement toute volonté de sa part de démissionner ou de dissoudre la Chambre des représentants dans un futur proche.

#### Le «cabinet de réalisation des Réformes» et élections de 2005

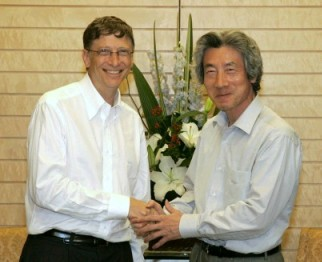
Jun'ichirō Koizumi avec Bill Gates (25 juin 2005).

Le 27 septembre 2004, Jun'ichirō Koizumi opère une importante réorganisation tant de la direction du PLD que de son gouvernement, afin de répondre à l'échec de l'élection à la Chambre des conseillers et d'accélérer le rythme des réformes, notamment après l'adoption le 10 septembre précédent par le Cabinet du plan de « Politique fondamentale sur la privatisation des services postaux » (avec la proposition de scinder Japan Post en quatre compagnies distinctes : pour les services postaux, le réseau postal, la banque postale et l'assurance postale) et le vote par la Diète à la fin du mois de juillet des lois sur les privatisations d'ici mars 2006 des Japan Highway Public Corporation (là encore prévoyant sa division en trois compagnies privées ayant un droit de véto sur les projets de constructions autoroutières décidées par le gouvernement), Metropolitan Expressway Public Corporation, Hanshin Expressway Public Corporation et Honshū-Shikoku Bridge Authority. Shinzō Abe, qui avait démissionné pour prendre la responsabilité de la défaite électorale, est remplacé au poste de secrétaire général du parti par l'ancien ministre de l'Agriculture de Koizumi, Tsutomu Takebe (63 ans, un partisan des réformes membre de la faction du Kinmirai Seiji Kenkyūkai dirigée par le plus proche allié du Premier ministre, Taku Yamasaki), une surprise pour les commentateurs politiques tant ce dernier n'a jamais été considéré comme un poids lourd ni du parti, ni d'une faction, avec pour mission essentiellement de faire le lien entre les différentes tendances du parti afin de leur faire accepter la privatisation de la poste. Le secrétaire général adjoint Fumio Kyūma (64 ans), seul membre du Heiseikai (ou faction Hashimoto) de la direction, devient président du Conseil général du parti, et Kaoru Yosano (66 ans, ancien ministre du Commerce international et de l'Industrie de 1998 à 1999 et partisan d'une hausse de la taxe sur la consommation, l'un des rares membres du Shisuikai, ou faction Kamei, à soutenir les réformes de Koizumi) comme président du Conseil de Recherche politique.
Koizumi réalise également, le même jour, le plus important remaniement ministériel depuis son entrée en fonction en 2001. Pas moins de neuf ministres sur 17 font leur entrée au gouvernement. Le duo Affaires étrangères - Défense est notamment remplacé, respectivement par les pro-américains Nobutaka Machimura (59 presque 60 ans, cadre de la faction Mori à laquelle Koizumi appartenait également) à la place de Yoriko Kawaguchi (devenue conseillère spéciale du Premier ministre), et Yoshinori Ōno (presque 69 ans, de la faction Yamasaki) à la place de Shigeru Ishiba. Un portefeuille à la privatisation de la poste est créé et confié au réformateur Heizō Takenaka. Ce dernier présente son projet de loi de privatisation à la Diète le 27 avril 2005 : après un débat vigoureux, avec une franche opposition d'une grande partie du PLD (menée encore une fois par Shizuka Kamei) et des quelque 300 000 employés de la poste, la réforme est adoptée avec une faible marge à la Chambre des représentants le 5 juillet 2005, par 233 voix contre 228. Mais elle est rejetée par la Chambre des conseillers le 8 août suivant, par 108 voix pour et 125 contre.
Ayant personnellement engagé sa responsabilité sur cette privatisation, qu'il considère comme le point central de sa politique, et considérant ce rejet par la chambre haute comme une motion de censure, Jun'ichirō Koizumi dissout immédiatement la chambre basse (la Constitution ne lui donnant aucun pouvoir sur la première), afin de provoquer des élections législatives anticipées qu'il remporte largement le 11 septembre 2005. Ce scrutin est vu comme un véritable plébiscite en faveur de Koizumi, dont la popularité est remontée en flèche (deux sondages réalisés l'un pour l’Asahi Shinbun et l'autre pour le Masahi Shinbun au lendemain de la dissolution montre un taux d'approbation pour le gouvernement de 46 %, soit cinq points de plus que lors de la précédente étude de l'Asahi et neuf points pour celle du Masahi, pour un taux d'opinion négative passant de 42 à 38 % dans la première et de 40 à 37 % dans la seconde) pour retrouver le niveau particulièrement élevé de soutien dans l'opinion publique qu'il avait connu lors de son arrivée au pouvoir, et de sa réforme. Il permet au Premier ministre de s'affranchir pour la première fois réellement de la vieille garde du PLD en poussant hors du parti (et de la Diète) les plus farouches opposants à la privatisation en présentant face à eux de jeunes candidats (dont beaucoup de femmes) totalement acquis à sa cause que les médias surnommeront les « Assassins » (刺客, Shikyaku) et les « Femmes ninjas » (くノ一, Kunoichi). Conséquence de cette large victoire, le PLD obtient la plus forte représentation à la Chambre des représentants (avec 296 élus, soit 61,7 %, des 480 sièges) depuis 1960, et la majorité absolue à lui seul pour la première fois depuis 1990. Le parti majoritaire envoie également un record de 83 nouveaux élus à la chambre basse qui formeront par la suite le noyau dur des partisans du Premier ministre et de son programme réformiste, sous le nom d'« Enfants de Koizumi » (小泉 チルドレン, Koizumi chirudoren), ou encore d'« Association des 83 » (83会, 83 Kai). Ces élections, et la stratégie de Koizumi, permettent de faire élire 16 femmes et de porter le nombre de députées féminines à son niveau le plus élevé à l'époque de toute l'histoire de la Diète tout en restant l'un des plus faibles des pays développés, soit 43 sur 480. Jun'ichirō Koizumi est réélu Premier ministre par la Diète le 21 septembre 2005, par 340 voix sur 479 votants à la Chambre des représentants et 134 sur 236 à la Chambre des conseillers contre respectivement 114 et 84 votes pour le nouveau chef de l'opposition récemment élu à la tête du PDJ Seiji Maehara. Il constitue immédiatement son troisième gouvernement, en reconduisant tous les ministres sortants à leur poste dans le but de faire aboutir la réforme de la poste.

### Troisième gouvernement Koizumi

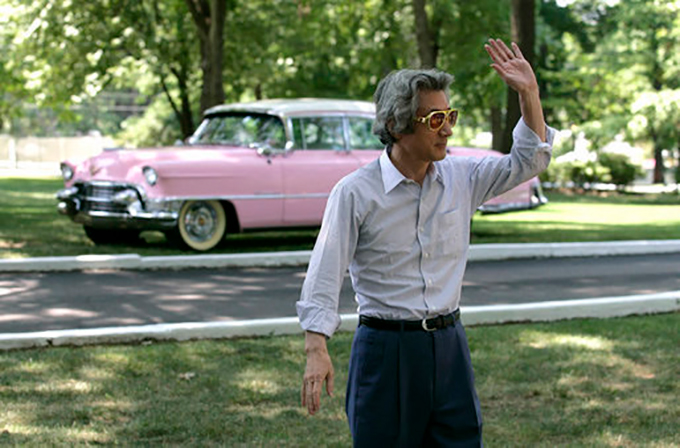
Fan d'Elvis Presley, Jun'ichirō Koizumi visite Graceland le 30 juin 2006.

Fort de sa victoire, Jun'ichirō Koizumi présente à nouveau son projet de privatisation de la poste devant la Diète pour un second vote, et le texte est cette fois adopté tant à la Chambre des représentants le 11 octobre 2005 (par 338 voix contre 138) qu'à la Chambre des conseillers le 14 octobre suivant (par 134 voix contre 100). Véritable consécration de sa politique, cette victoire, que le Premier ministre qualifie de « miracle politique », lui fait dire : « Alors que j'étais plongé au fin fond d'une vallée, la population m'en a sorti ». Cette réforme phare de son gouvernement prépare le démantèlement en quatre entités en octobre 2007 et le passage progressif dans le secteur privé d'ici 2017 de cet établissement qui est notamment un des fonds de pension les plus importants au monde, à la tête d'environ 2 600 milliards d'euros d'épargne et de 25 000 agences. Ce poids financier colossal était mis au service de l'État japonais en lui permettant, notamment, de financer les dépenses d'infrastructures routières, mais les partisans de la réforme du système lui reprochait d'être à l'origine de pratiques considérées comme clientélistes et corrompues. Ses opposants au contraire posent néanmoins la question du refinancement à terme du gouvernement central, une poste privatisée pouvant préférer investir ailleurs que dans les obligations d'un État fortement endetté, et celle de la continuité des services qu'offraient un organisme public où plus de 85 % des ménages possèdent un compte épargne et 60 % un contrat d'assurance-vie tandis que la totalité du territoire, même les endroits les plus reculés, est quadrillé par des bureaux de poste. Le mois d'octobre 2005 est également l'occasion de l'application de la privatisation des compagnies autoroutières.
Ses principales promesses électorales de 2001 étant désormais réalisées, Jun'ichirō Koizumi remanie pratiquement en totalité son gouvernement le 31 octobre 2005, afin de préparer la transition jusqu'à son départ du pouvoir, annoncé lors de la campagne des législatives de septembre pour septembre 2006, date de la fin de son mandat à la présidence du PLD. Dans ce cabinet remanié, 11 ministres font leur entrée (dont Seiken Sugiura à la Justice qui y impose, au nom de ses convictions bouddhistes, un moratoire sur les exécutions capitales, le premier depuis celui appliqué entre 1989 et 1993 ; est également nommé au poste de Secrétaire général du Cabinet Shinzō Abe, ce qui est vu par les médias comme une consécration implicite en tant que « successeur désigné » de Koizumi), 3 changent d'attribution (notamment ceux qui étaient chargés jusqu'alors de mener la privatisation de la poste, leur mission étant accomplie : Tarō Asō, l'un des principaux « Premiers ministrables », prend les Affaires étrangères et est remplacé aux Affaires intérieures par la cheville ouvrière de la réforme, Heizō Takenaka, tandis que Shōichi Nakagawa passe de l'Économie à l'Agriculture) et 3 conservent leur portefeuille (dont deux des principaux piliers de l'administration Koizumi en place désormais depuis 2003, ce qui en fait les ministres les plus stables de cette dernière avec Heizō Takenaka, à savoir Sadakazu Tanigaki, lui aussi considéré comme un possible successeur, aux Finances et Yuriko Koike à l'Environnement, le troisième ministre maintenu étant le représentant du Nouveau Kōmeitō Kazuo Kitagawa à l'Aménagement du Territoire).

#### Retour à l'équilibre budgétaire
Le budget 2006 est l'aboutissement de la politique de rigueur menée avec le ministre des Finances Sadakazu Tanigaki depuis 2003, puisqu'il est le premier en huit ans à passer sous la barre des 80 billions de yens pour s'établir à 79,69 billions (soit une baisse générale de plus de 3 % des dépenses par rapport à celui de 2005), avec notamment une émission des obligations gouvernementales ramenées en dessous des 30 billions de yens (à 29,97 billions exactement, soit une décrue de près de 13 % en un an) pour la première fois en cinq ans, des coupes pratiquement généralisées (y compris cette fois dans le secteur de la sécurité sociale) et une baisse des subventions aux collectivités locales tout en envisageant une possible hausse des impôts (en particulier de la taxe de la consommation) sans la rendre effective,.
Le déficit public est ainsi ramené à moins de 2,5 % du PIB en 2006, tandis que la dette publique brute se stabilise (sans décroître) aux alentours de 180 % du PIB à partir de la mi-2005. En juin 2006, Koizumi et Tanigaki présentent un plan de réforme budgétaire dont le but est de retrouver un excédent primaire d'ici 2011, en prévoyant notamment une hausse des revenus de l'État de 16 billions de yens sans émission supplémentaire d'obligations gouvernementales par une hausse des impôts (et en particulier de la taxe sur la consommation) et la continuation des coupes budgétaires passant par le développement de la réforme des finances publiques locales à partir de la « Réforme de la Trinité » (en réduisant le pourcentage des revenus fiscaux nationaux transférés aux gouvernements des collectivités ou encore en diminuant les salaires des fonctionnaires territoriaux).

#### Diplomatie pleinement «décomplexée»?

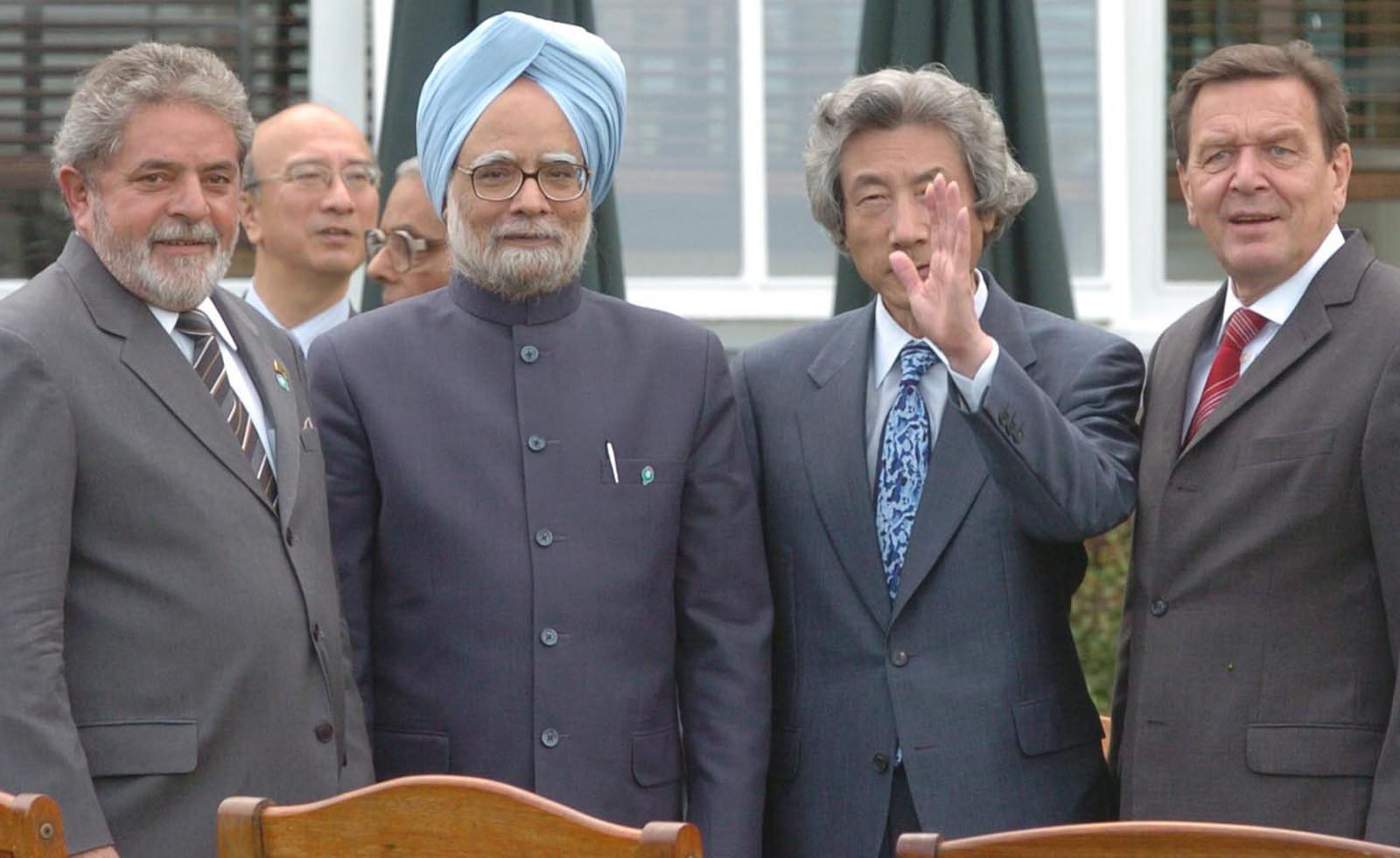
Jun'ichirō Koizumi avec Manmohan Singh, Luiz Inácio Lula da Silva et Gerhard Schröder lors du sommet du G8 de 2005.

La nomination de deux personnalités présentées largement par les médias et les observateurs politiques comme des « faucons » aux postes importants pour les relations extérieures, à savoir le Secrétaire général du Cabinet (Shinzō Abe) et le ministre des Affaires étrangères (Tarō Asō) est perçu par les analystes non seulement comme le maintien de la ligne pro-américaine des précédents gouvernements mais aussi comme une évolution nette vers une diplomatie de la confrontation avec la Chine populaire, la Corée du Nord et la Corée du Sud. Pourtant, bien que Koizumi finisse par réaliser sa promesse électorale de visiter le sanctuaire Yasukuni le 15 août 2006, jour-anniversaire de la reddition du Japon, provoquant à nouveau un tollé auprès des pays asiatiques voisins (tout en se justifiant en déclarant : « J'y suis allé pour me rappeler et me recueillir sur les guerres passées, et renouveler le vœu de me résoudre à ne plus jamais entrer en guerre », « Je ne justifie pas les guerres passées ni ne justifie le militarisme », ou en exprimant, plus tard de la journée lors des cérémonies de commémoration de la fin du second conflit mondial, que son « pays causa de grand dommages et souffrances à un certain nombre de pays, et tout particulièrement aux peuples d'Asie »), et malgré certains « dérapages » de Tarō Asō (dont notamment celui du 4 février 2006, où Asō affirme que la colonisation de Taïwan par le Japon eut des aspects nettement positifs, notamment pour ce qui est de l'amélioration significative de l'éducation et de l'alphabétisation qui ont, selon lui, permis à Taïwan d'être aujourd'hui un pays à très haut niveau d'éducation), la politique étrangère du Japon ne connaît pas alors de réel durcissement. Certains éléments viennent au contraire démontrer une certaine modération.
Tout d'abord, il annonce le 20 juin 2006 le retrait des quelque 600 soldats des FAD terrestres déployées à Samawa depuis 2004, estimant que le « déploiement humanitaire [...] a pleinement rempli sa mission », revenant à une participation plus « traditionnelle » du Japon à la reconstruction, c'est-à-dire à une aide financière,. D'autre part, le principal défi que son troisième gouvernement doit relever concerne ses relations avec les États-Unis à travers un conflit de type commercial. En effet, l'administration Bush amplifie à la fin de l'année 2005 ses pressions sur le Japon pour que celui-ci lève son embargo sur l'importation de viande bovine provenant des États-Unis mis en place en 2003 à la suite de l'apparition de cas d'encéphalopathie spongiforme bovine en Amérique du Nord. Le ministre de l'Agriculture Shōichi Nakagawa adopte notamment une attitude ferme dans ce dossier, en refusant de céder aux pressions américaines visant à atténuer les contrôles sanitaires japonais des produits importés, et refuse d'autoriser l'entrée de viande bovine provenant des États-Unis sans avoir écarté auparavant tous les doutes concernant l'encéphalopathie. Si le Japon lève un temps son embargo en décembre 2005, à la condition que la viande provienne d'animaux de moins de 20 mois et que les parties « à risques » (cerveau et moelle épinière) soient retirées, la découverte d'un chargement de bœuf américain comportant de la moelle épinière pousse l'archipel à cesser à nouveau les importations à partir du 20 janvier 2006. Finalement, après avoir envoyé des vétérinaires dans les 35 abattoirs souhaitant exporter de la viande vers le pays, le gouvernement accepte de lever définitivement l'interdiction le 21 juin 2006, réglant par la même occasion le principal contentieux existant entre Tokyo et Washington.

#### Dossiers laissés à son successeur
Jun'ichirō Koizumi et son ultime gouvernement engagent un certain nombre de processus de réformes sans les finaliser, les laissant entre les mains du futur Premier ministre.
Tout d'abord, sur le plan de la réforme constitutionnelle, le PLD présente, à sa demande, un projet d'amendement en octobre 2005 incluant la modification de l'article 9 (maintien de l'alinéa 1, celui de la renonciation « à jamais de la guerre », mais modification et extension de l'alinéa 2 en permettant le maintien d'une « force de défense » sous le commandement du Premier ministre, et création d'un alinéa 3 définissant les prérogatives de cette force, à savoir la coopération à des opérations de sécurité internationales et le maintien de l'ordre public au Japon en cas de situations d'urgences). En mai 2006, il présente devant la Diète un projet de loi sur l'organisation d'un référendum sur le sujet, devant obtenir l'approbation de 2/3 des députés pour être adopté. Seulement, faute de réel soutien de son partenaire de coalition (le Nouveau Kōmeitō gardant, notamment à travers son lien avec la Sōka Gakkai, une position plutôt pacifiste), et ne réussissant pas à trouver de compromis avec le PDJ, il décide de clore le 18 juin 2006 la 164e session de la Diète et de ne pas convoquer de sessions extraordinaires. Ainsi, le vote du projet de référendum, et donc de la révision constitutionnelle, est reporté à une future réunion du Parlement qui ne doit s'ouvrir à nouveau qu'après le départ du pouvoir de Koizumi.
Par la même occasion, d'autres textes voient leur ratification retardée. C'est le cas notamment de l'amendement de la loi fondamentale sur l'Éducation, adopté en conseil des ministres le 22 avril 2006, qui définit dans les nouvelles priorités de l'enseignement japonais le développement d'un « esprit public et du respect de la tradition » et d'un « patriotisme » vu comme « une attitude qui respecte la tradition et la culture, aime la nation et la patrie qui les a engendrés, respecte les autres pays et contribue à la paix internationale et au développement ». Le projet de loi est présenté devant la Diète le 28 avril suivant, et un « Quartier général sur la Réforme de la Loi fondamentale de l'Éducation », dirigé par le ministre de l'Éducation Kenji Kosaka, afin de mener le débat parlementaire et d'informer l'opinion publique sur la question. Mais là encore la fin de la session parlementaire laisse cette réforme à la charge du successeur de Koizumi. Le troisième projet dans ce cas est celui sur la conspiration criminelle dans le cadre de la prévention du crime international.
Jun'ichirō Koizumi engage également lors de son troisième mandat une réflexion sur la révision de la succession au trône du chrysanthème dans le but de l'ouvrir aux femmes (dans un contexte marqué par une crise successorale et l'absence d'héritiers masculins, le dernier garçon à être né dans la famille impériale étant le prince Fumihito d'Akishino, deuxième fils de l'empereur actuel Akihito, jusqu'à ce que lui-même et son épouse aient un fils, le prince Hisahito d'Akishino, né le 6 septembre 2006). Ainsi, le 25 octobre 2005, un panel d'experts réuni à la demande du Premier ministre appelle dans son rapport à une révision pure et simple de la loi de succession impériale pour y introduire le principe de primogéniture absolue et donc permettre à la fille unique du prince héritier Naruhito, la princesse Aiko de Toshi, de devenir impératrice régnante un jour. Sur cette base, Jun'ichirō Koizumi annonce le 20 janvier 2006, dans son discours annuel de politique générale, qu'il a prévu de présenter un projet de loi à la Diète permettant aux femmes d'intégrer l'ordre de succession, sans pour autant préciser le contenu de ce projet de loi ni de calendrier précis quant à sa préparation,. Mais, après l'annonce dès le 6 février suivant de la grossesse de l'épouse du prince d'Akishino, Kiko, le gouvernement décide finalement que l'éventuel projet de loi de réforme ne serait pas présenté au cours de la session parlementaire de 2006 et donc sous la direction de Koizumi. Cette réforme a, quoi qu'il en soit, engagé une vive opposition de l'administration impériale (l'Agence impériale), de certains membres de la famille impériale qui sont alors sortis de leurs devoirs de réserve (surtout le prince Tomohito de Mikasa, cousin germain de l'empereur, connu pour ses positions traditionalistes, qui s'est exprimé à la fin 2005 dans le magazine mensuel Bungei Shuju, appartenant à une association caritative dont il est président, pour s'opposer à la suppression de la primogéniture masculine et proposer au contraire le retour à des pratiques ancestrales telles que l'adoption d'un enfant issu d'une branche cadette, la réintégration dans la famille impériale des vieilles familles déchues en 1947 voire l'éventualité de recourir à nouveau à l'ancien système des concubines,) ou d'hommes politiques conservateurs (l'ancien ministre de l'Économie du premier gouvernement Koizumi, Takeo Hiranuma, limogé en 2003 en raison de son opposition au projet de privatisation de la poste, organise 1er février 2006 un meeting, où se sont rendus 40 parlementaires, contre le projet de loi de réforme de la succession japonaise, et déclare craindre alors que si elle est mise en place et que donc la princesse Aiko devienne un jour impératrice, elle épouse plus tard un étranger « aux yeux bleus »).
Plus généralement, lors de sa conférence de presse après la clôture de la 164e session du Parlement le 19 juin, puis à l'occasion de sa dernière conférence de presse en tant que Premier ministre le 11 septembre 2006, il définit ce que devront être les priorités du gouvernement suivant :
- « la revitalisation de l'économie et dans le même temps procéder à la reconstruction des finances de la nation », en maintenant « l'émission d'obligations à un niveau bas » et en minimisant « la portée de l'augmentation des impôts », cette dernière n'étant pas, à long terme, une solution pour retrouver un équilibre budgétaire. Il affirme également que « nous ne pouvons tout réduire [sur le plan budgétaire] uniformément », appelant à appliquer le principe suivant : « si les dépenses sur les points essentiels doivent être augmentées, celles dans beaucoup d'autres domaines doivent être réduites », par une analyse pragmatique de la situation[117].
- « le Japon a besoin de donner une seconde chance à autant de personnes que possibles, même s'ils ont échoué une première fois », « les personnes qui font des efforts doivent être récompensées » et, pour ceux qui « même après avoir fourni des efforts ne sont pas capables de se tenir sur leurs pieds », « un réseau de sécurité sociale pour les soutenir » doit être défini[124].

### Bilan
Le bilan de la politique de Jun'ichirō Koizumi a été particulièrement commenté tant au Japon que sur la scène internationale. Tout d'abord, l'ensemble des analystes s'accordent pour reconnaître que Koizumi a modifié le style politique japonais, en réduisant notamment le poids de l'administration et du factionnalisme dans le processus de prise de décision, en rendant ce dernier plus transparent d'une certaine manière, plus médiatisé et plus populaire (voire « populiste » pour ses adversaires) en l'expliquant en des mots « simples », en modernisant le PLD (en le rajeunissant et en augmentant la proportion de femmes au parlement et au gouvernement) et en personnalisant fortement le jeu politique jusqu'à aboutir à une forme de « présidentialisation ». Les élections législatives de 2005 sont alors l'aboutissement de cette transformation et de l'intérêt retrouvé des Japonais pour le débat politique, avec la participation la plus forte depuis 1990 (à environ 67,5 % des inscrits aux deux modes de scrutin). La privatisation de la poste est généralement considérée comme sa principale réforme,.

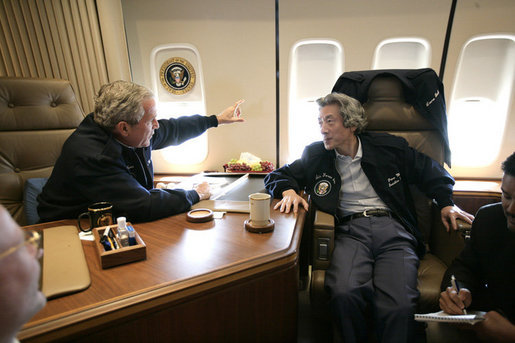
Un des points essentiels de la diplomatie de Jun'ichirō Koizumi : sa relation particulière avec le président américain George W. Bush, ici à bord d'Air Force One en route pour Graceland le 30 juin 2006.

De plus, les « années Koizumi », marquées par une relative stabilité et longévité après une succession de gouvernements dont les durées de vie n'ont pas excédé les 2 ans entre le départ du pouvoir de Yasuhiro Nakasone en 1987 et l'arrivée de Koizumi en 2001, semblent en un sens pouvoir se résumer par la formule développée comme un véritable slogan dans les médias : « Japan is Back »,. Car, sous bien des aspects, et pour une grande partie de l'opinion publique japonaise, le Japon semble bel et bien « de retour ». Sur la scène internationale d'abord, avec un activisme diplomatique assez important, les avancées non négligeables dans le dossier des enlèvements de Japonais par la Corée du Nord ou le déploiement des Forces japonaises d'autodéfense dans le golfe Persique pour des missions de ravitaillement des forces internationales engagées dans la guerre d'Afghanistan depuis 2001, ou leur participation à l'effort de reconstruction de l'Irak entre 2004 et 2006. Pourtant, les adversaires de Koizumi, surtout dans l'opposition parlementaire, lui reprochent une politique étrangère largement dépendante des États-Unis ainsi qu'une mise à mal de ses relations avec les voisins asiatiques du pays, notamment la Corée du Sud ou la république populaire de Chine, par ses visites annuelles au sanctuaire Yasukuni. Quoi qu'il en soit, le Japon paraît être devenu un interlocuteur plus important sur la scène internationale sous sa direction, et, pour les politologues américains Christopher W. Hughes (spécialiste des questions de politique de sécurité du Japon, directeur adjoint du Centre pour l'étude de la Mondialisation et de la Régionalisation) et Ellis S. Krauss (spécialiste de la politique japonaise, et notamment de l'utilisation des médias dans les campagnes électorales, de l'économie politique et des relations extérieures), qui ont défini l'existence d'un « gaullisme à la japonaise » dont Koizumi serait l'un des principaux représentants, ce fut lui « qui brisa les tabous persistants et qui créa les conditions pour la fin de l'inertie des politiques de sécurité et étrangères du Japon ». Au contraire, pour l'orientaliste marxiste australien Gavan McCormack, dans son ouvrage Client State: Japan in the American Embrace paru en 2007, Koizumi a démoli le « gaullisme japonais » et ses transformations « ont signifié la liquidation de certains importants leviers résiduels de l'autonomie japonaise, et l'acceptation d'un niveau encore plus grand de soumission et d'exploitation à l'intérieur de l'empire mondial américain ».

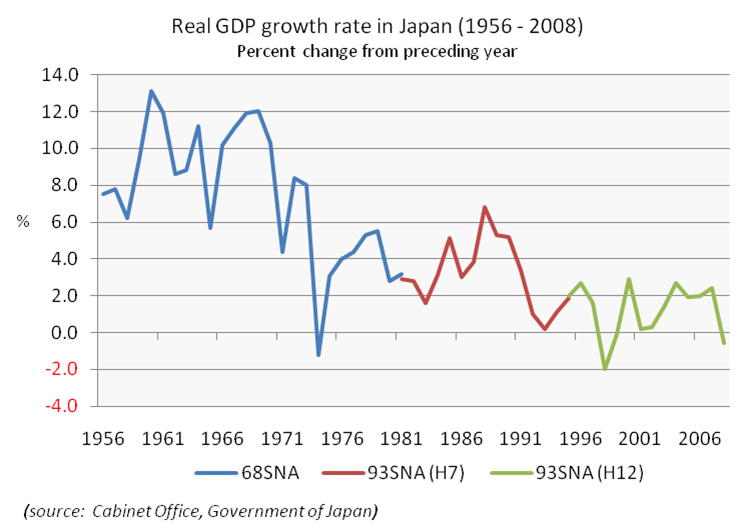
Évolution du taux de croissance du PIB entre 1956 et 2008.

Le Japon semble également « de retour » sur le plan économique, après près de 15 ans (la « décennie perdue ») de crise structurelle, à partir de 2003 : ainsi, après une récession en 2002 (-0,30 % pour Eurostat, -0,35 pour la Banque mondiale), le Japon renoue avec une croissance de son PIB réel supérieure à 2 % à partir de 2003 (pour le CIA World Factbook : +2,3 % en 2003, estimé à +2,9 % pour 2004 et 2005 et à +2 % pour 2006 ; pour Eurostat en 2004 : +2,5 % en 2003, prévisions à +3,4 % en 2004 et +2,3 % en 2005 ; selon le Bureau du Cabinet du Japon : -0,8 % en 2001, +1,1 % en 2002, +2,3 % en 2003, +1,7 % en 2004, +3,2 % en 2005 et prévisions à +1,9 % en 2006, tandis que la croissance du PIB nominal est établi à -0,7 % en 2002, +1 % en 2003, +0,5 % en 2004, +1,9 % en 2005 et prévu à +2 % en 2006). Il s'agit de la première croissance soutenue à plus de 2 % sur plus de 3 ans depuis 1992. Et cette reprise semble toucher tous les secteurs : les résultats et l'investissement des entreprises reprend (alors que ce dernier était légèrement moins important au premier trimestre 2003 qu'au même moment de l'année précédente, il est plus important de 10 % au premier trimestre 2004, puis d'environ 8 % l'année suivante et 14 % au premier quart 2006), le commerce extérieur (en bénéficiant du développement du marché asiatique, notamment de la république populaire de Chine, les exportations vers l'Asie étant celles connaissant la plus forte croissances avec un indice de 144 en juillet 2006, avec 2000 comme base 100, tandis que les exportations au total ne retrouvent leur niveau de 2000 qu'en juin 2002 et ne croissent réellement, et fortement, qu'à partir d'octobre 2003 pour s'établir à un indice de 124,5 en juillet 2006), le secteur bancaire (le plan d'assainissement du gouvernement a notamment permis de ramener le rapport des prêts non performants sur la totalité des prêts de 8,4 % pour la première moitié de 2002 à 7 % l'année suivante, à 3 % au début 2005 et à 1,8 % pour les six premiers mois de 2006 ; les bénéfices annuels des banques, qui étaient déficitaires des années fiscales 2000 à 2003, s'établissent à +4,2 % pour 2005). Et la situation des ménages semble, durant cette période, également s'améliorer quelque peu (le taux de chômage, après avoir atteint son plus fort taux historique à 5,5 % en février 2003, est retombé à 4,1 % en août 2006 ; les revenus des ménages, qui s'étaient rétractés entre 1997 et 2003, s'accroissent légèrement, de 2,1 % en 2004 et de 1 % en 2005, mais la consommation ne s'accroît que modérément). Mais les adversaires de Koizumi (notamment Gavan McCormack qui parle du « Royaume de l'illusion de Koizumi ») accusent ses réformes d'avoir creusé le fossé social, favorisé les personnes les plus fortunées (le taux d'imposition sur le revenu de la tranche supérieure a notamment été ramené, entre 2001 et 2006, de 70 à 37 %) et inégalement réparti les fruits de cette croissance : en effet, le coefficient de Gini passe de 0,297 en 1992 à 0,4983 en 2002 (correspondant alors plus ou moins au niveau de Madagascar, mais ce chiffre correspond au début du gouvernement Koizumi) et l'emploi à temps plein s'est rétracté (de 4 millions en 10 ans) au profit du temps partiel et des freeters (qui ont augmenté sur 10 ans également de 6,5 millions, il est à noter toutefois que la croissance de ces derniers est nettement moins forte à partir de juillet 2004, tandis que le temps plein recommence à croître à partir de janvier 2005 et augmente en août 2006 de 1,5 % par rapport au même mois de l'année précédente contre 0,5 % pour les temps partiels à la même époque). Un sondage réalisé pour l’Asahi Shinbun en février 2006 montre que 74 % des personnes interrogées considèrent que les inégalités de revenus entre riches et pauvres augmentent, que 81 % se déclarent inquiets de se retrouver à court d'argent et que 58 % désapprouvent la tendance de la société à classer les gens entre « gagnants » et « perdants ». De plus, il est reproché à Koizumi de ne pas avoir réellement retourné la tendance en matière de dette publique (même si celle-ci a été stabilisée, elle reste la plus forte des pays de l'OCDE, en représentant environ 180 % du PIB, tandis que la question de trouver de nouvelles sources de revenus à l'État se pose avec les privatisations, notamment celle de la poste, tandis que Koizumi quitte le pouvoir sans avoir tranché sur une éventuelle hausse de la taxe sur la consommation) et de déflation (l'indice des prix à la consommation recommence certes à croître à partir d'octobre 2005, mais relativement faiblement, tandis que le déflateur du PIB est toujours négatif pour les années fiscales 2004, à -1,2 %, et 2005, à -1,3 %, et les projections pour 2006 ne font état d'un taux que légèrement positif, à +0,1 % ; conscient du relatif échec de sa stratégie de lutte contre l'inflation, le gouvernement met fin à sa politique d'assouplissement quantitatif en mars 2006 et à celle du taux d'intérêt à 0 %, engagée depuis 1999, en juillet).

Taux de popularité du gouvernement Koizumi à partir de juillet 2004, en comparaison avec ceux de ses successeurs jusqu'en 2009.

Quoi qu'il en soit, ce sentiment que le « Japon est de retour » a redonné une certaine confiance et fierté à la population japonaise, d'où une popularité de Jun'ichirō Koizumi qui reste l'une des plus fortes de l'histoire du pays pour un Premier ministre sur le départ. Un sondage de l’Asahi Shinbun réalisé les 22 et 23 avril 2006 montre que 50 % soutiennent le Cabinet (+4 points par rapport au mois précédent) et 36 % le désapprouvent (-2 points). Et 23 % des personnes partisanes du gouvernement expliquent leur choix par la personnalité de son chef, ce qui est la deuxième raison citée comme justification (après les politiques mises en place, à 33 %). Et 23 % des personnes interrogées considèrent que Koizumi est le principal point positif de cette administration, à égalité avec les réformes administratives et financières (mais 39 % ne citant aucun domaine en particulier). 77 % lui donnent une note, pour l'ensemble de son action depuis 2001, supérieure ou égale à 5/10 (45 % 6/10 ou plus, sa moyenne pondérée est alors de 5,38) : sont le mieux évaluées ses réformes administratives (moyenne à 5,69/10, 52 % lui donnant 6/10 ou plus, et 7 % 9 ou 10/10) et sa politique économique (5,18/10 de moyenne, 68 % lui donnant au moins la moyenne), et le moins bien sa politique de sécurité sociale (moyenne à 3,97/10 seulement, 9 % des personnes interrogées lui donnant 0/10, 56 % ne lui attribuant pas la moyenne) et la diplomatie (moyenne à 4,41/10, domaine qui divise le plus l'opinion publique puisque seulement 51 % lui donnent la moyenne). Et 57 % reconnaissent que le mandat de Koizumi a augmenté leur intérêt pour la politique, 77 % que la télévision a fortement influencé leur opinion sur le gouvernement, mais seulement 18 % considèrent que leur vie s'est améliorée durant ces cinq ans (et parmi eux seuls 29 % l'attribuent à l'action de Koizumi) contre 42 % qui au contraire pensent qu'elle a empiré (toutefois sur ces derniers, 43 % pensent que c'est la faute de Koizumi, contre 45 % ne le pensant pas).

## Après son départ du Kantei

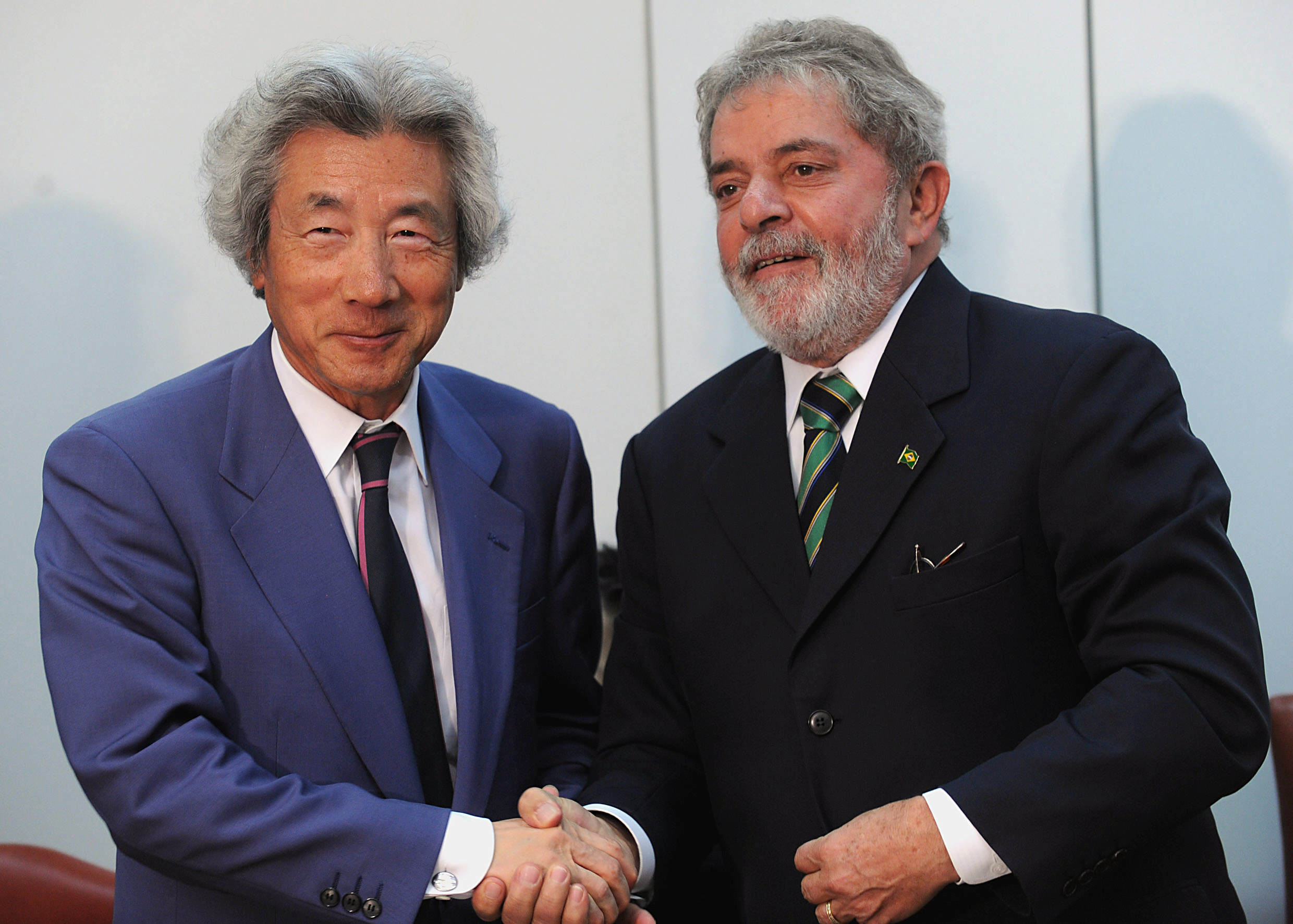
Jun'ichirō Koizumi reçu par le président brésilien Luiz Inácio Lula da Silva le 3 mars 2010.

Comme il l'avait promis dès 2001, il ne brigue pas de troisième mandat à la présidence du PLD lors des élections internes du 20 septembre 2006, et quitte donc de fait le poste de Premier ministre. Il est alors le premier chef du gouvernement japonais à démissionner de sa fonction de manière pleinement volontaire (c'est-à-dire sans scandale, ni problèmes de santé, défaite électorale, impopularité ou fronde de la majorité à son égard) et de manière planifiée (annoncée à l'avance) depuis Eisaku Satō en 1972. Shinzō Abe (auquel Koizumi a apporté son soutien lors du scrutin présidentiel du parti) lui succède et forme son gouvernement le 26 septembre suivant.
Jun'ichirō Koizumi reste toutefois un membre influent du parti et de la Chambre des représentants, et surtout l'un des hommes politiques préférés des Japonais (encore en avril 2009, à quelques mois du renouvellement prévu de la chambre basse, une enquête du Yomiuri Shinbun le place toujours en tête du classement des choix des personnes interrogées pour devenir le futur Premier ministre, avec 14,8 % de préférence). Après l'annonce de la démission de Shinzō Abe le 12 septembre 2007, il soutient activement pour lui succéder son ancien secrétaire général du Cabinet, éminence grise et ami de longue date Yasuo Fukuda, après avoir repoussé les sollicitations du groupe des « Enfants de Koizumi » (nom pris par les 83 députés élus pour la première fois lors des législatives de 2005 et soutenant le plus activement les réformes de l'ancien Premier ministre) en faveur de sa propre candidature. Fukuda est finalement élu face à Tarō Asō mais quitte le pouvoir à son tour dès l'année suivante, annonçant son départ le 1er septembre 2008 en raison de sa forte impopularité. Lors de la nouvelle élection à la présidence du PLD, le 22 septembre suivant, il soutient Yuriko Koike, son ancienne ministre de l'Environnement et chef de file des « Assassins » (刺客, Shikyaku) et « Femmes ninjas » (くノ一, Kunoichi) mis en avant par Koizumi lors des élections législatives de 2005 pour contrer les députés sortants ex-PLD qui se sont opposés à sa réforme de la poste ainsi que les chefs de l'opposition. Il s'agit de la première femme à briguer la tête du parti majoritaire et donc la fonction de Premier ministre mais elle est battue par Tarō Asō et n'arrive qu'en troisième position.
Peu de temps après, le 27 septembre 2008, Jun'ichirō Koizumi annonce son intention de se retirer de la vie politique, et son souhait de voir son deuxième fils Shinjirō Koizumi lui succéder à la Chambre des représentants du Japon. Il sort toutefois de sa réserve à plusieurs reprises pour critiquer Tarō Asō, notamment après les déclarations de ce dernier sous-entendant qu'il envisageait de mettre entre parenthèses le processus de privatisation de la poste, Koizumi qualifiant alors ces propos de « presque risibles, plutôt que stupides » et envisageant la perte du pouvoir pour le PLD si Asō mène le parti lors de la campagne des prochaines élections législatives prévues en 2009.
Le 30 août 2009, comme prévu, il ne se représente pas aux élections législatives (qui sont une victoire historique pour l'opposition menée par le PDJ), et son fils lui succède dans sa circonscription de Kanagawa (le 11e district).
Alors qu'il avait été un fervent défenseur de l'énergie nucléaire durant son parcours politique, Jun'ichirō Koizumi retrouve l'attention médiatique en octobre 2013, lorsqu'il défend l’abandon de l'énergie nucléaire au profit des énergies renouvables, après l’accident de Fukushima ; cette position contraste avec celle du PLD et de Shinzō Abe,.

## Décorations
- Grand cordon de l'ordre du Chrysanthème ( Japon)
- Grand-croix de l'ordre de Sikatuna ( Philippines)